# Historische Kölner Rheinvorstadt

Das römische Köln,
Schaubild im Römisch-Germanischen Museum

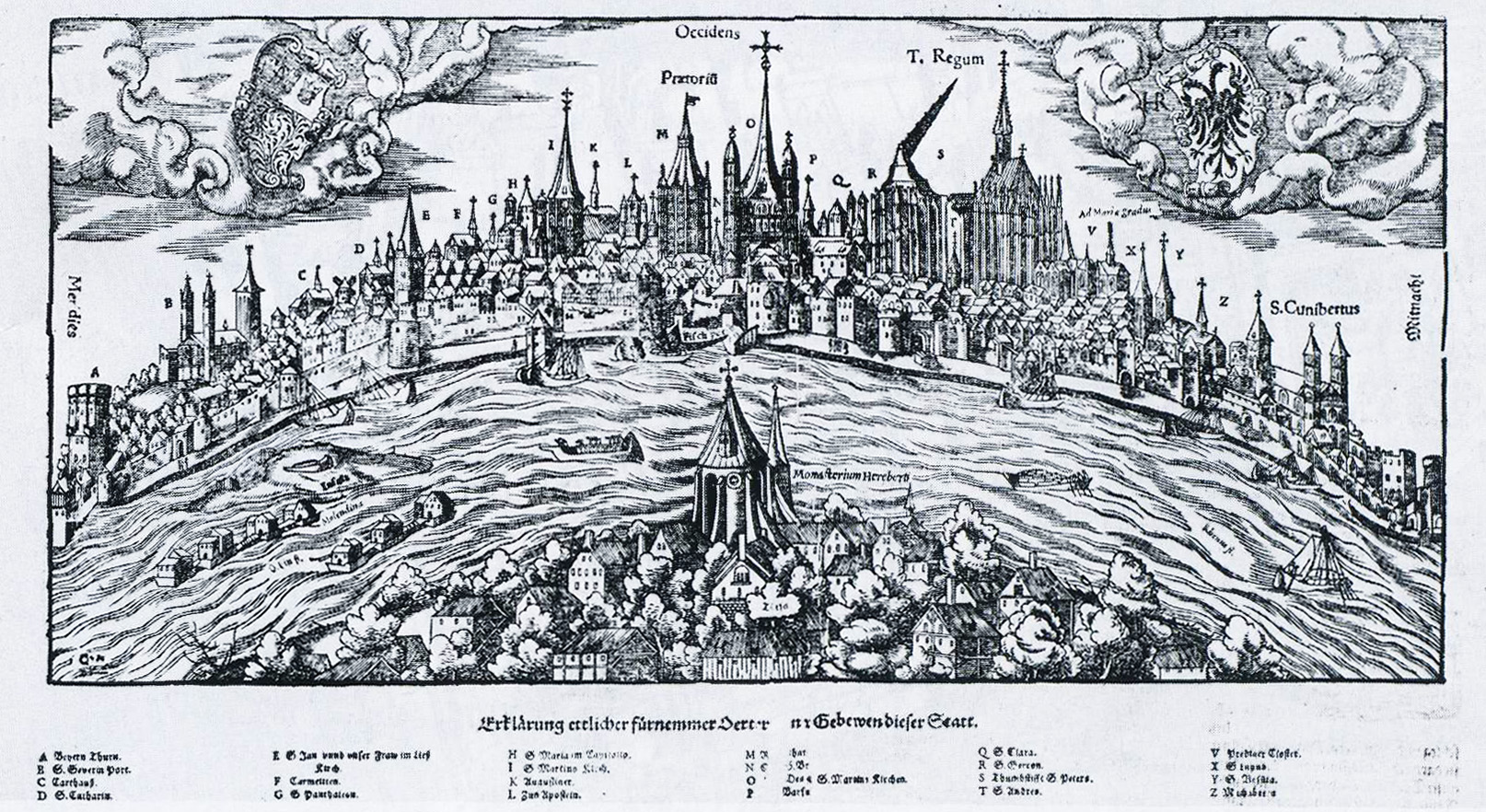
Rheinpanorama von Hans Rudolf Manuel Deutsch, 1548

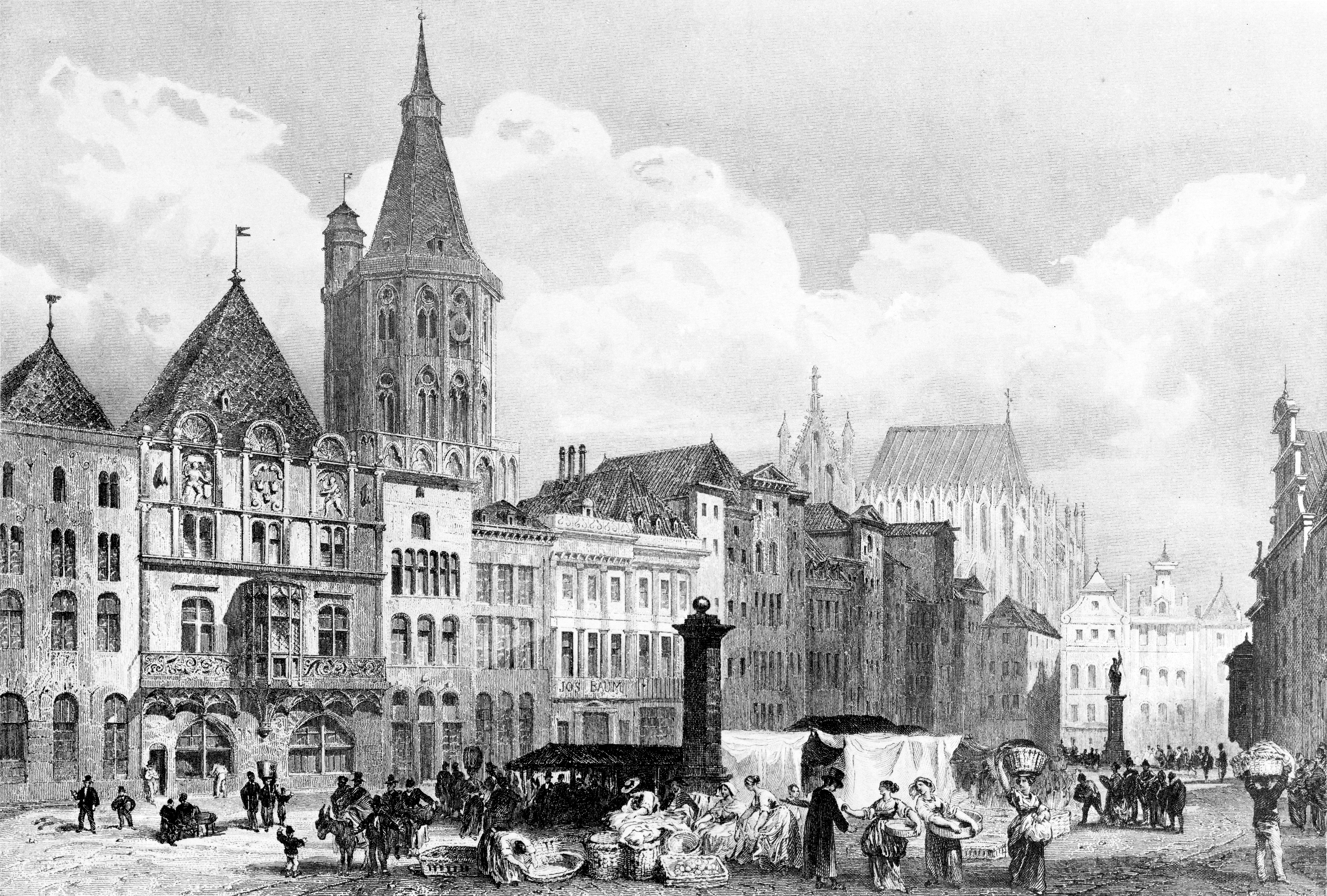
Alter Markt mit Rathaus und Rathausturm. Im Hintergrund der noch unvollendete Kölner Dom. (Stahlstich, um 1850)

Die historische Kölner Rheinvorstadt entstand auf einem der befestigten Römerstadt vorgelagerten Gelände. Dieses um 300 n. Ch. nur mit wenigen Bauwerken bestandene Areal wird heute durch eine Rekonstruktion des Kölner Römisch Germanischen Museums verdeutlicht. Die Weiterentwicklung zum bedeutendsten Handelsplatz der Stadt verdankte die sich entwickelnde Vorstadt der Kaufleute vor allem dem Privileg des Marktrechts, das die Stadtherren erhalten hatten. Im Gegensatz zur römischen Zeit, als Handel überwiegend an den Heer- oder Fernstraßen stattfand, etablierte er sich nun an zentraler Stelle, unterhalb der Kernstadt am Rhein.

## Topografie und archäologische Befunde

Römische Vorgängerbauten auf dem Gelände von Kloster und Kirche Groß St. Martin im Verhältnis zur späteren Bebauung
Römische Bauten
Abteigebäude
Umrisse Basilika
Heutige Bebauung Grundrisszeichnungen nach Gerta Wolff

Das östlich, unterhalb der Befestigung, gelegene Vorland war durch eine Mauer und einen in einiger Entfernung folgenden Wallgraben befestigt. Ein damals dort stehendes, dem frühen Stift St. Aposteln zugehöriges Haus kann für das Jahr 1106 belegt werden.
Dem zum Rhein stark abfallenden Gelände war eine von einem seit etwa der Mitte des 2. Jahrhunderts nicht mehr schiffbaren Rheinarm getrennte, schmale lang gestreckte Rheininsel vorgelagert. Der Zeitraum, zu dem das insgesamt sumpfige Gelände (Landstreifen und Insel) vor der alten Stadt, von einem Überschwemmungsgebiet zu einem als Bauland nutzbaren Teilbereich der Altstadt wurde, ist nach den Ausgrabungen anlässlich des U-Bahnbaus 2000/12 wahrscheinlich schon um 200 anzusetzen.
Grabungen im Bereich des ehemaligen und 2009 erneut zur Klosterkirche gewordenen Bauwerks Groß St. Martin belegten mit ihren archäologischen Befunden dortiger römischer Vorgängerbauten eine frühe Besiedlung des Terrains der Rheinvorstadt. Die ursprünglich kleine und anfänglich gering dotierte Kirche wurde von den Nachfolgern Erzbischof Brunos äußerst großzügig bedacht. Sie wurde in späterer Zeit zu einem das Viertel dominierenden Bauwerk.
Untersuchungen des 1965/66 aufgefundenen Ubiermonuments der römischen Hafenanlage berichten von in den Boden gerammten Eichenpfählen. Demnach erfolgten die ersten Trockenlegungen wahrscheinlich durch Stein- und Holzmaterial in Form von als „congries“ bezeichneten Aufschüttungen. Diese werden im Lauf der Zeit südöstlich der Römermauer zu einigen Metern Geländeanhebung geführt haben. Die Anhebungen müssen sich (nach Keussen) einem aufgeworfenen Wall entlang der zum Rhein führenden Trankgasse angeschlossen haben, da dortige Bodenuntersuchungen nicht auf Schwemmland einer Insel hinwiesen.

## Geschichte

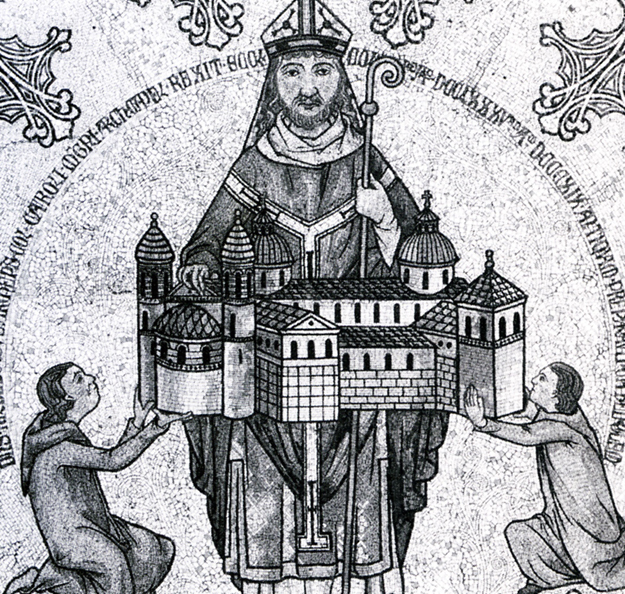
Erzbischof Hildebold hält den „Alten Dom“ in Händen, Mosaik um 870

Historiker gehen davon aus, dass spätestens im 10. Jahrhundert eine Intensivierung der Bebauung erfolgte. Schon 948 war die Rheinvorstadt durch den südlich an ihrem Rand nach Westen führenden „Filzengraben“ (civitas fossa) gegen den Severinsbezirk abgegrenzt worden. Um diese Zeit wurde an der Nordseite, parallel zur Römermauer, entlang des späteren bischöflichen Gartens ein Graben ausgeworfen, nach dem die heutige Trankgasse ihre erste Bezeichnung als Grabengasse erhielt. Da die nördliche Seitenwand des alten Domes die Römermauer als Fundament nutzte, soll der Graben an der „Pfaffenpforte“ beginnend, so auch dem Dom Schutz geboten haben. Dass Wall und Graben über die an der Nordostecke des Domgeländes nach Süden abknickende Römermauer hinaus zum Rhein führten und dort ihren Endpunkt mit dem Frankenturm hatten, belegt eine Schreinskarte, in der die auf der Westseite der Maximinenstraße errichtete Kapelle des Hospitals (als solches Bestand von 1183 bis 1398) der Almosenbrüder von St. Lupus, als „auf dem Walle gelegen“ bezeichnet wurde. Der Frankenturm, im Mittelalter auch Franken- thoirn, thorn genannt (s. Mercator), stand neben dem Trankgassentor. Namensgeber des Turmes war vermutlich ein Burggraf „Franco“ des 12. Jahrhunderts.

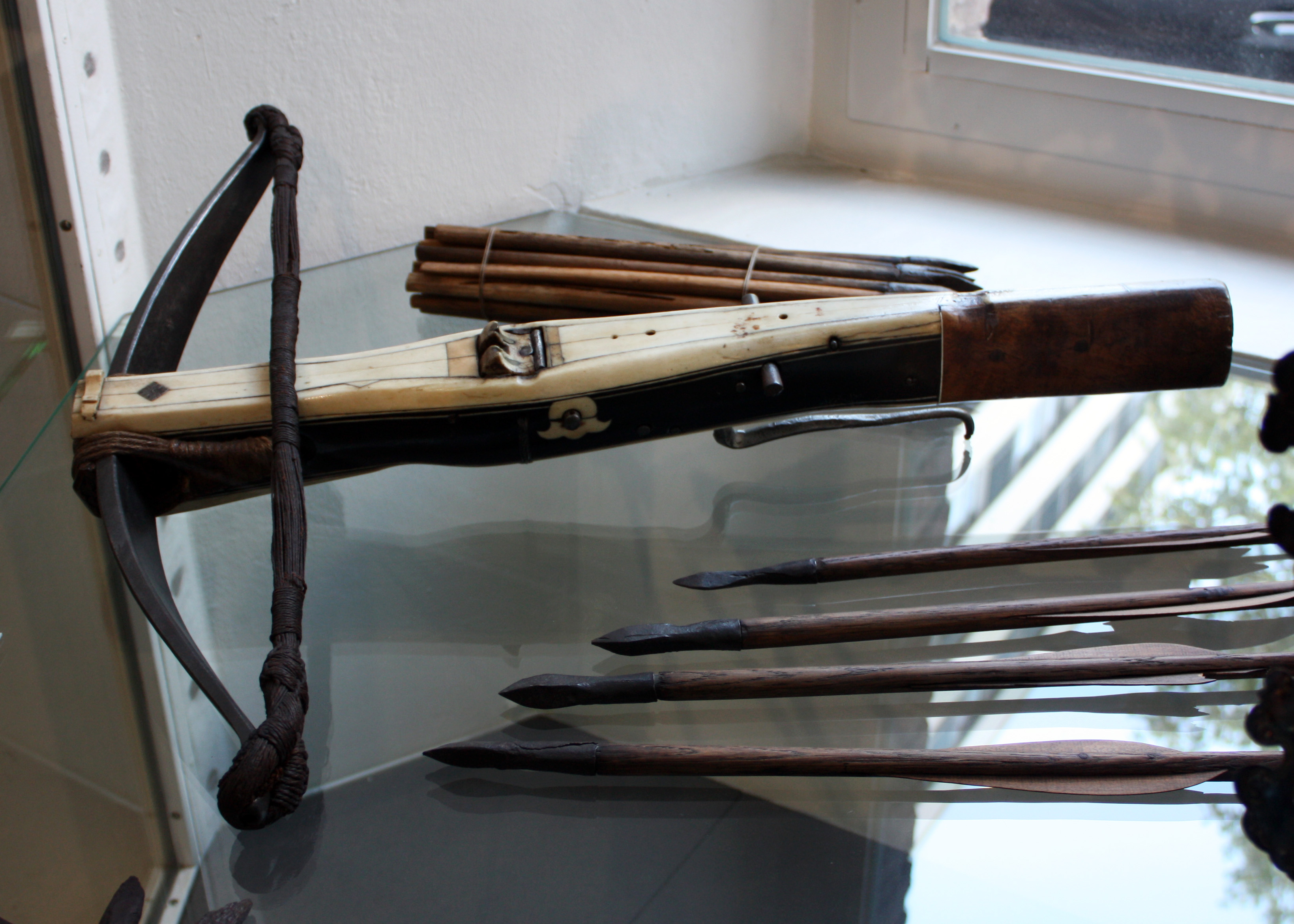
Waffen Kölner Turmschützen

Am südlichen Ende des Wallgrabens, wo der zusätzlichen Schutz bietende Hürther- oder Duffesbach in den Rhein mündete, stand der „Saphirturm“. Dieser war zum Anfang des 12. Jahrhunderts im Besitz der Abtei „S. Trond“ (vermutlich aus der Tuchstadt Sint-Truiden) in Flandern, der damit auch die Verteidigungspflicht des dortigen Abschnittes, dem Unterbezirk „Saphiri“, oblag. Der Turm wurde später im Zusammenhang mit dem Namen der „Hardefust“, einem Kölner Patriziergeschlecht, erwähnt.
Der Zugang aus der Kernstadt in das wachsende Siedlungsgebiet erfolgte im Süden durch die Kornpforte am „Malzbüchel“, an der Westseite war es das Tor an der Königstraße und als weitere Möglichkeit des Zugangs die Marktpforte. Die Mauernordseite soll vor der Errichtung der Stiftskirche St. Maria ad Gradus über kein Tor in das Vorgelände verfügt haben. Lediglich vor dem Nord- und Südturm am Rhein war der Graben über Brücken zu überqueren.

### Wirken der Stadt- und Landesherren

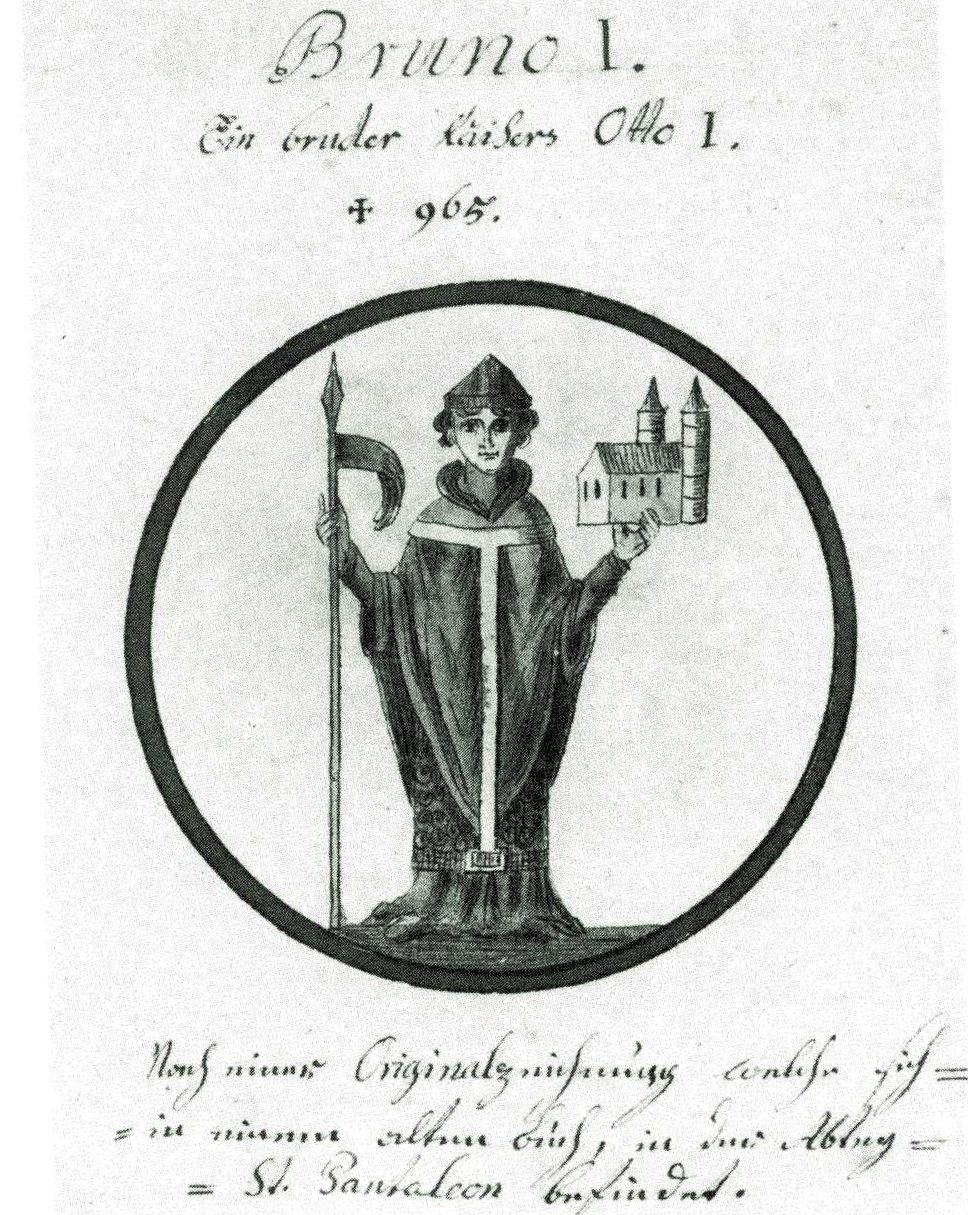
Bruno, Herzog von Lothringen, Erzbischof von Köln

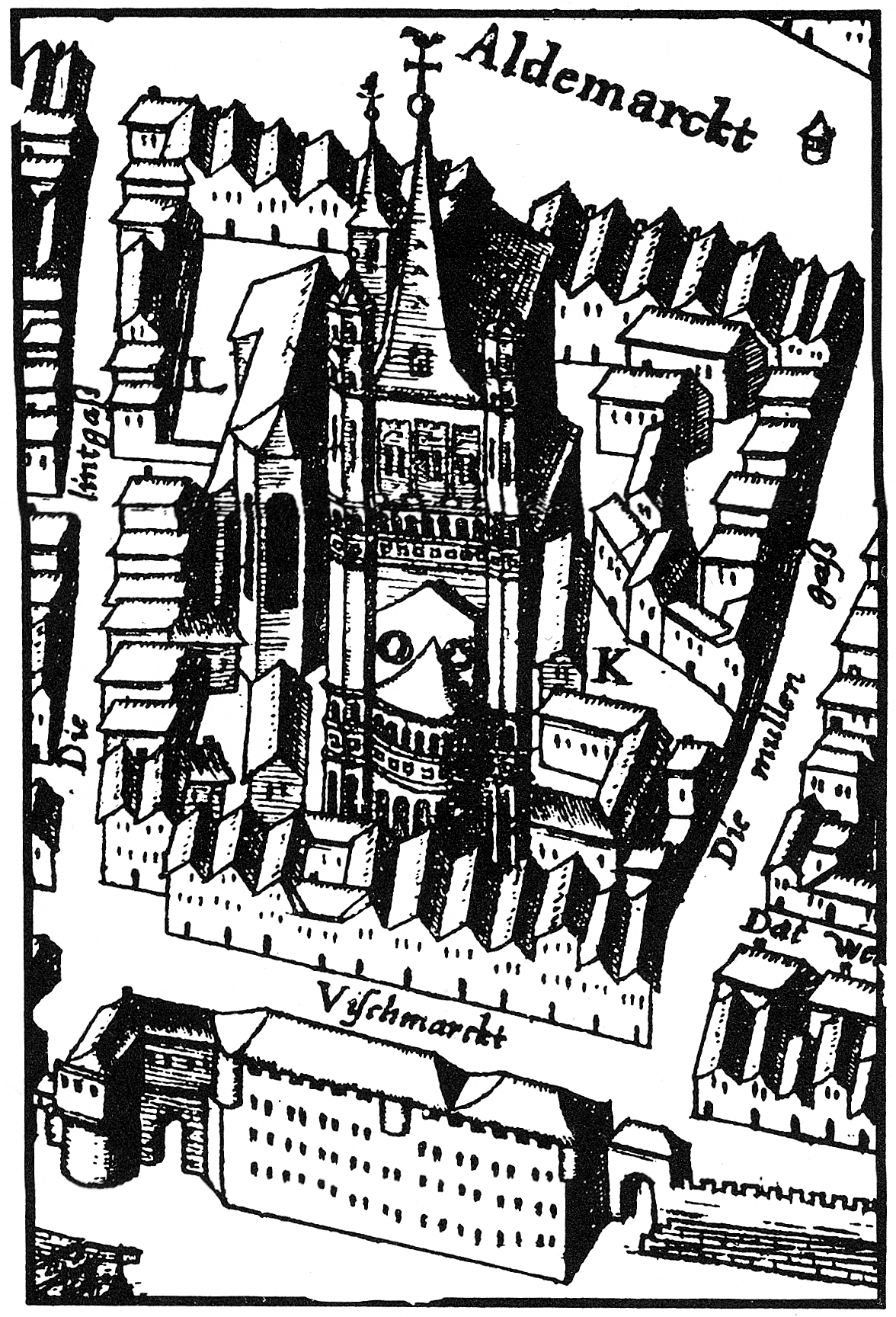
Stapelhaus (1571)
am Fischmarkt
vor Groß St. Martin

Als König Otto seinen durch den hohen Kölner Klerus zum Erzbischof gewählten Bruder Brun (953–965) wenig später auch zum Herzog von Lothringen ernannte, erhielt die Stadt in diesem einen der jüngsten Regenten ihrer Geschichte. Er sprach stellvertretend für den König Recht, zog die Abgaben (Hofzins) ein und regelte die wirtschaftlichen Belange der Stadt. Bruno baute die Domschule zu einer führenden Einrichtung des Reiches aus, um so die Ausbildung eines reichstreuen Nachwuchses zu gewährleisten. Als weitere Zeugnisse seines Wirkens sind seine Kölner Stiftsgründungen anzusehen, die neben St. Pantaleon und St. Andreas mit der Gründung von St. Martin zu einem wesentlichen Faktor in der Entwicklung der Rheinvorstadt wurden.
Auch der Beginn einer wirtschaftlichen Entfaltung Kölns, ausgehend von der Rheinvorstadt (später auch Kaufmannsviertel genannt), ist wohl einem Privileg zu verdanken, welches Bruno von seinem königlichen Bruder überlassen wurde. Es war das Privileg des Marktrechts, das für lange Zeit unangefochten im Besitz seiner Nachfolger verblieb, und für die Stadt von entscheidender Bedeutung sein sollte.
Eine aufgefundene Hofzinsliste des Martinsklosters, die mit ihren Angaben auf eine Schenkung Erzbischofs Everger († 11. Juni 999 in Köln) basierte, gab detaillierte Hinweise zu den zu dieser Zeit vorhandenen Örtlichkeiten des entstehenden Marktviertels. Nach dieser Urkunde überließ der Erzbischof den in der Rheinvorstadt erhobenen Hofzins (die ursprüngliche königliche Grundsteuer) zum größten Teil dem Kloster. Die Liste begrenzte den Hofzinsbezirk westlich durch die Römermauer, östlich mit den Straßen „Kühgasse“ und „Rothenberg“, schloss die Immunität des Klosters aus und nahm die Straßen „Am Bollwerk“ bis zur „Großen Neugasse als“ nördliche Begrenzung. Die südliche Grenzziehung markierten die hinter der Rheingasse stehenden Häuser, dort begann der Bezirk der Martinspfarre. Innerhalb dieses Umrisses erhielt das Martinskloster den Hofzins und erhob ihn auch noch im 14. Jahrhundert. Ausnahmen, deren Zins an den Bischof ging, bildeten kleinere Teilbereiche der Rheinvorstadt. Es waren die hinter „Rothenberg“ und der „Kühgasse“ gelegenen kleineren Märkte wie der Buttermarkt und Bereiche des Fisch- und Thurnmarktes, sowie die an der Westseite des (späteren) Heumarktes aufgestellten „Gaddenen“ (Verkaufsbuden), die sich auch an der Straße „Unter Hut- und Seidmacher“ befanden. Weiter gingen geringe Zinsaufkommen an St. Kunibert, und an St. Aposteln später auch an St. Ursula.

## Das Marktviertel

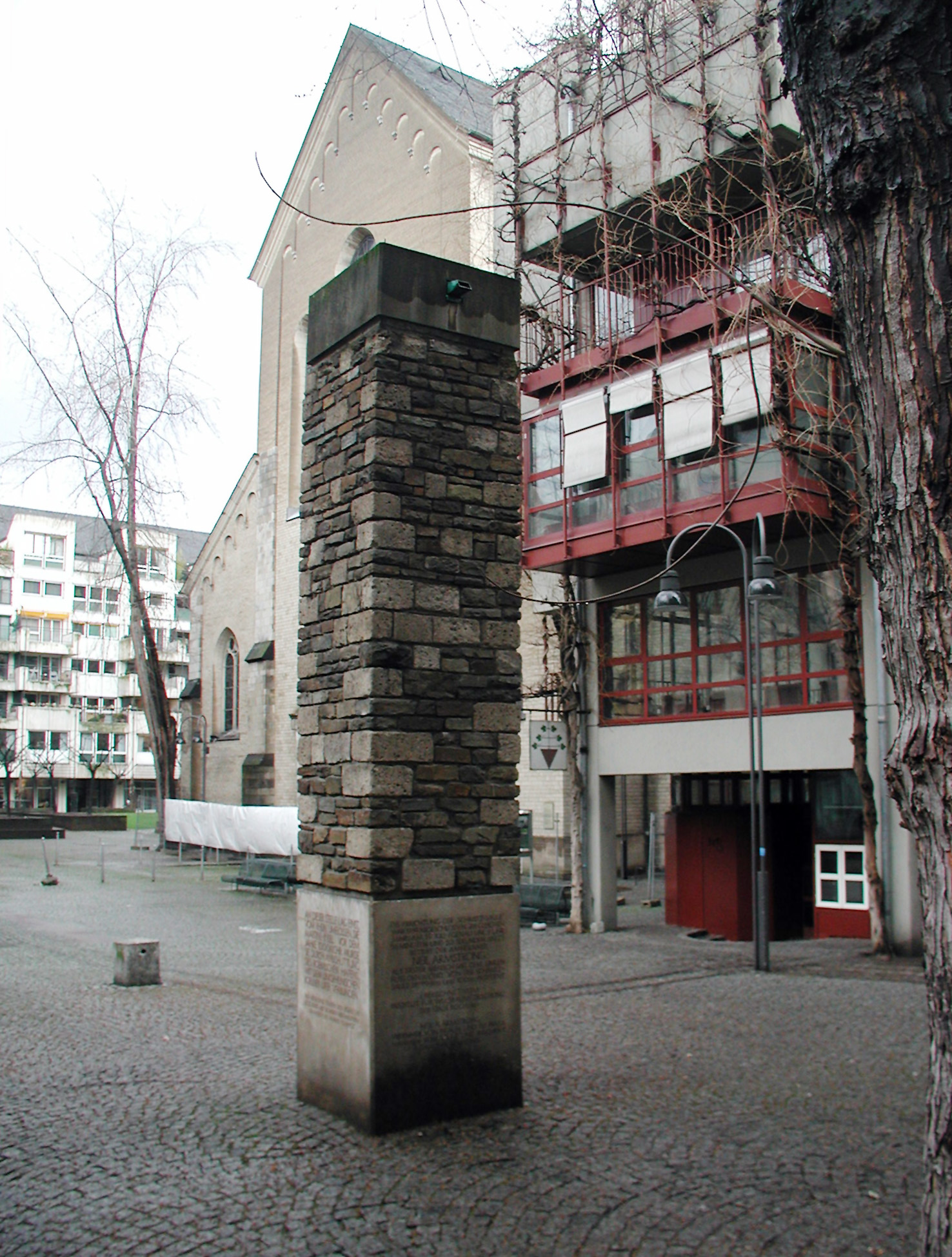
Säulenmarkierung des Inselmittelpunktes: die Schmitz-Säule

Unterhalb, östlich der Judengasse schloss sich hinter der vorerst nur an wenigen Stellen durchbrochenen Römermauer eine im Südosten des Gebietes, vornehmlich an der Rheingasse beginnende, immer dichter werdende Bebauung des Viertels an.
Das gesamte Areal der Rheinvorstadt bildete bald mit seinen kleinen Gassen und Gässchen, die da und dort in einen sich weitenden Platz übergingen, ein zusammenhängendes Marktviertel mit einer relativ hohen Einwohnerdichte. Dies dürfte, wie an vergleichbaren Orten der Städte damaliger Zeit häufig von den Marktgemeinden praktiziert, zur Errichtung einer Marktkirche in einer neuen Parochie geführt haben, die dann das Patrozinium des heiligen Martin wählte. Wenig später wurde das neue Viertel urkundlich erwähnt, man bezeichnete es im Jahr 992 als mercatus coloniae.
Dies zeigt auf, dass Handel und Handwerk zu stark ausgeprägten Erwerbszweigen geworden waren. Der im neuen Viertel stattfindende Warenumschlag und der Besucherstrom, auch auswärtiger Anbieter und Kunden, muss enorm gewesen sein, sodass in der Folgezeit der Neumarkt entstand.
Der dann „Aldermart“ genannte gesamte Marktbereich behielt, nachweislich der topografischen Auswertungen Keussens, in sämtlichen Einzelbeschreibungen, auch im Heumarktbereich bis in das 14. Jahrhundert die Bezeichnung Altermarkt bei.

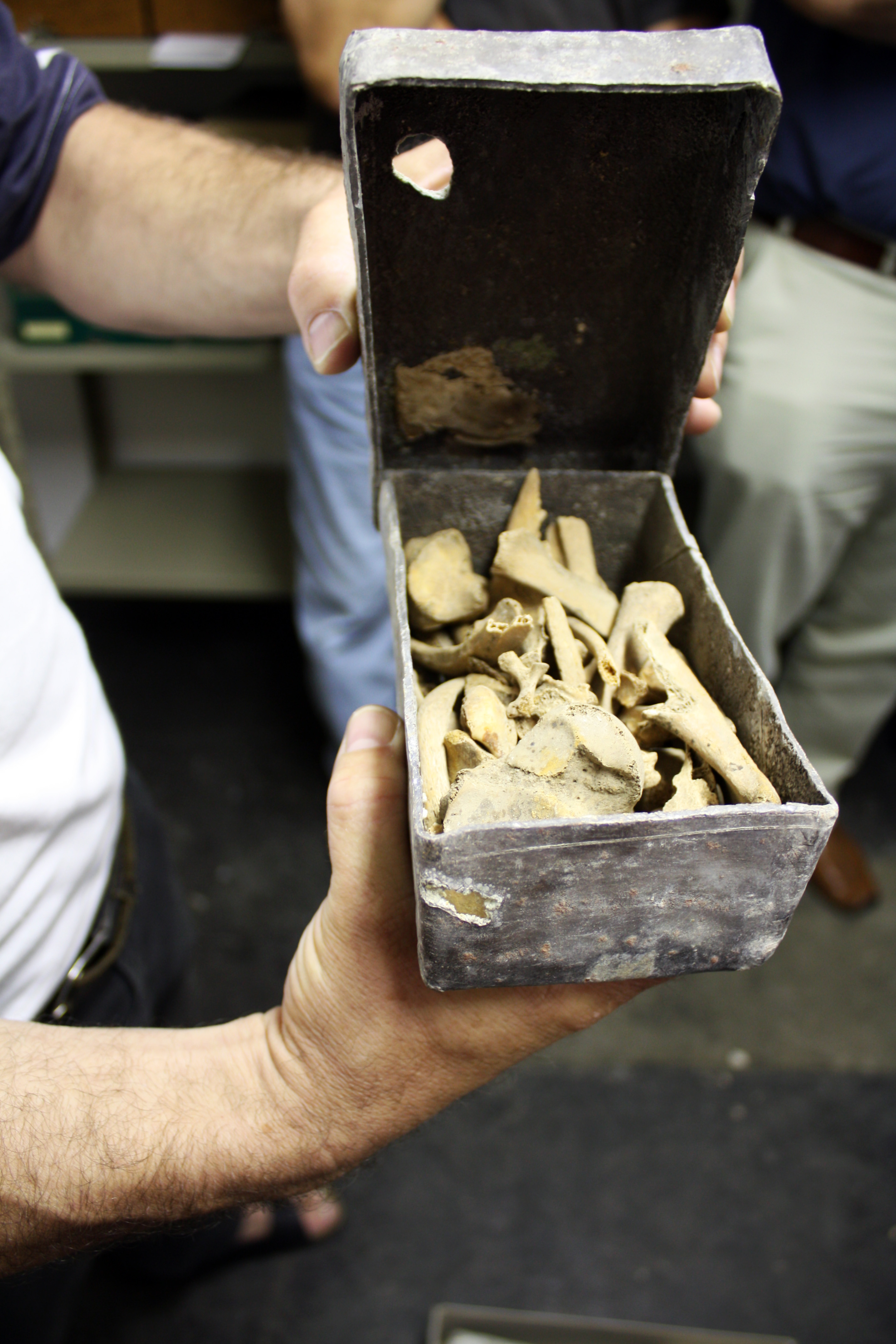
Mittelalterliches Bleigefäß mit Gebein (Reliquien) aus der Klosterkirche Groß St. Martin
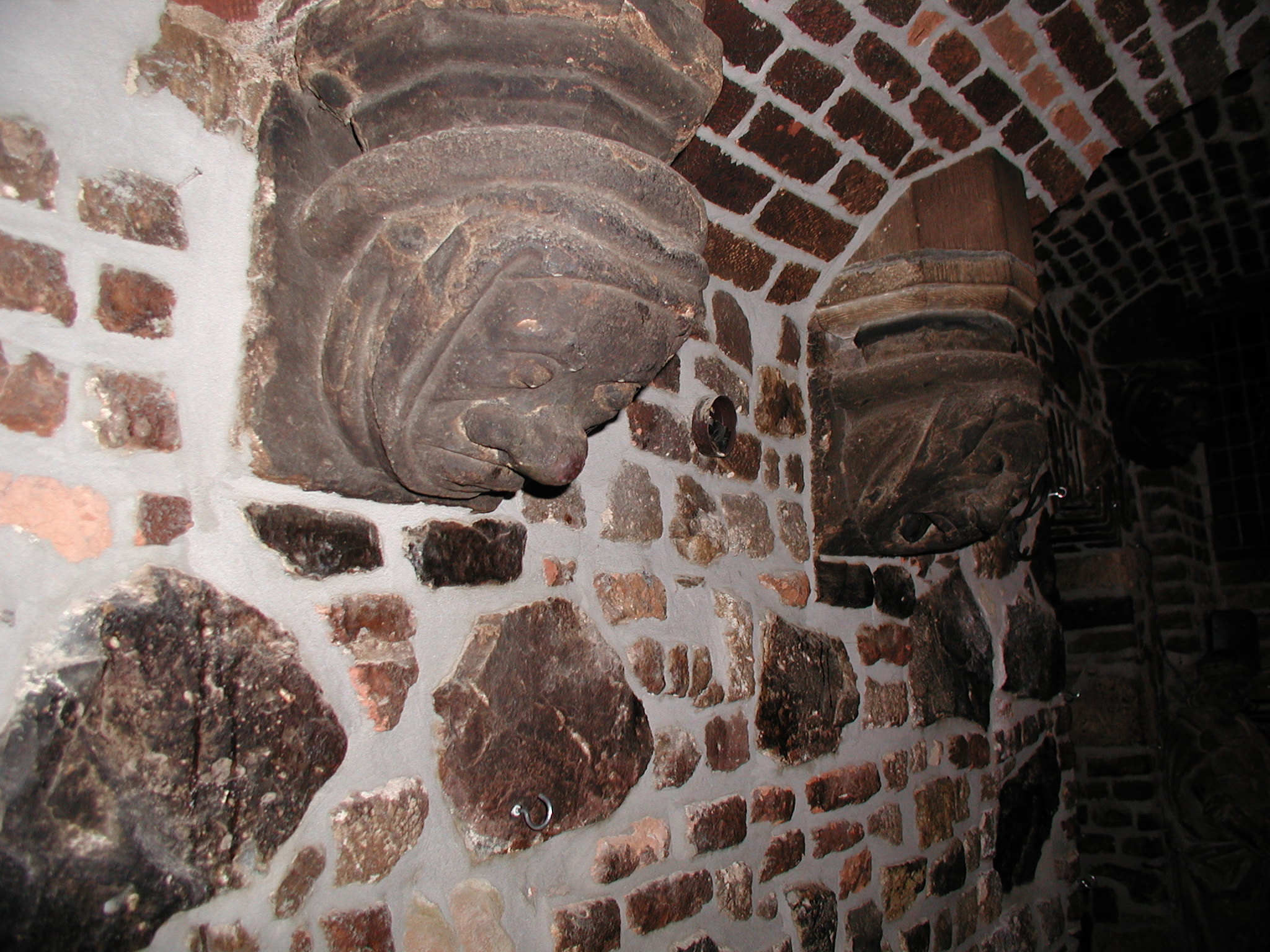
Marsplatz, antikes Kellergewölbe im Weinhaus Brungs
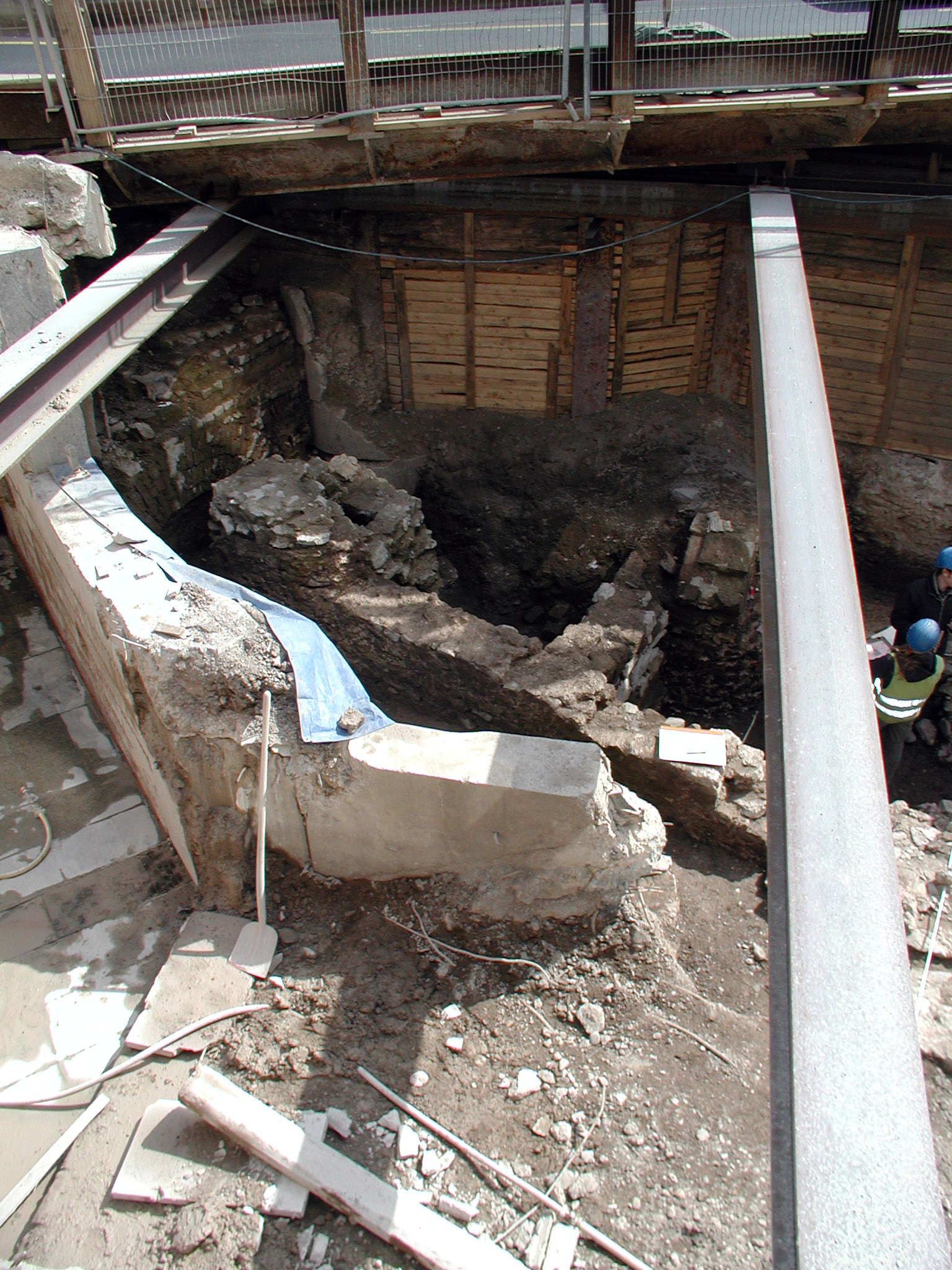
Grabungen (Juli 2008) unterhalb Klein St. Martin

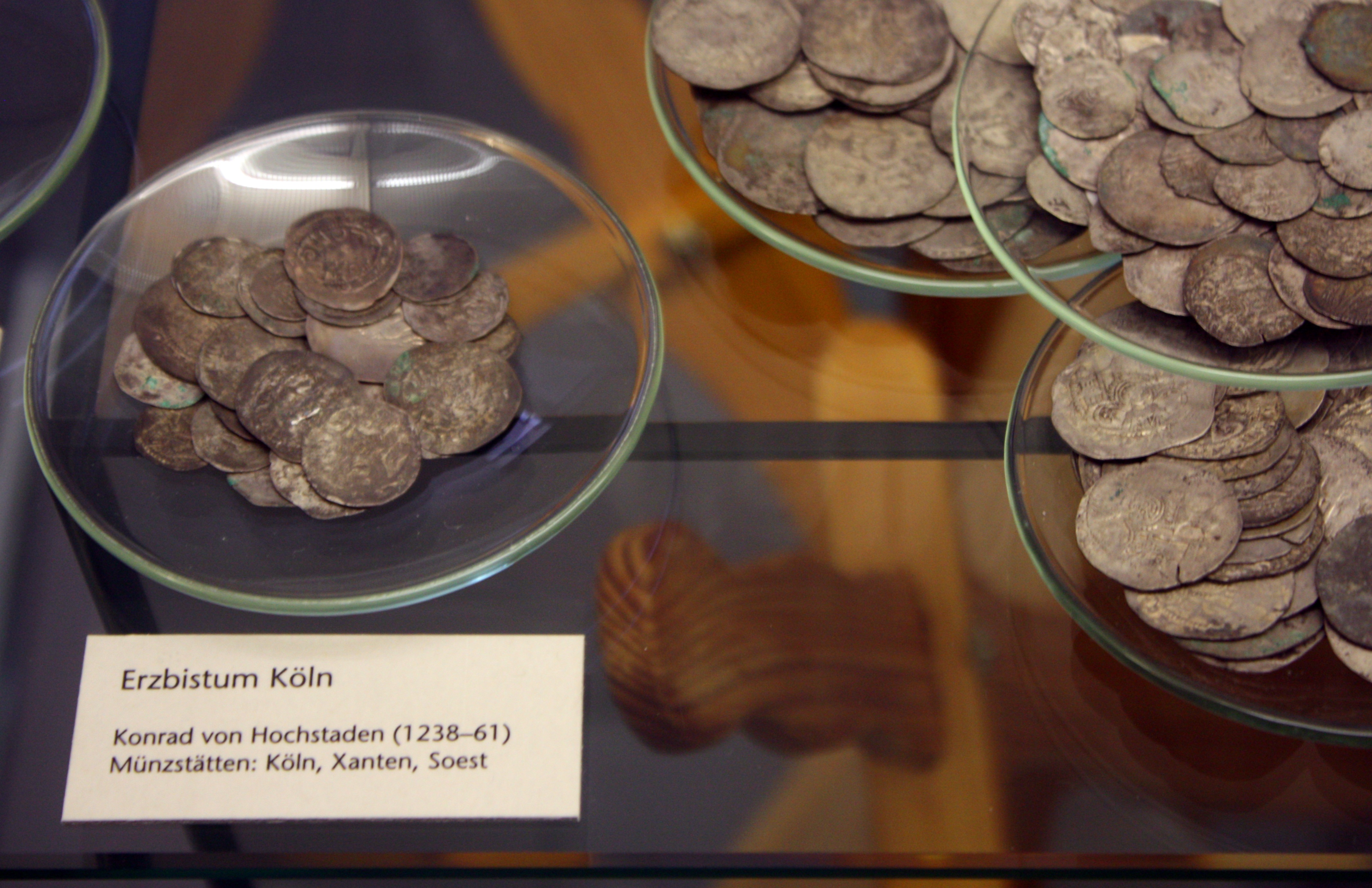
Münzgeld des Kölner Erzbischofs Konrad von Hochstaden (Köln, Xanten, Soest)

Vom Altermarkt, auf dessen Mitte die erzbischöfliche Münze stand (1474 Neubau der städtischen Münze neben dem Gürzenich), führten schon im 11. Jahrhundert enge von Buden bestandene Gassen zu einer weiteren freien Marktfläche. Die Ansammlung dieser Bebauung zerlegte mit der Zeit den Gesamtmarkt in zwei ungleich große Abschnitte. Der Bereich dieser Gassen bildete den Bezirk „Unterlan“ der dem Immunitätsbereich des Erzbischofs Anno gehörte, und dem Zöllner „Ludolf“ zu Lehen gegeben worden war. Ein festes Domizil nutzten die Erbgenossen des Bezirks „Unter Lan“, sie hatten bis 1360 als Gerichtsgebäude das Haus der Gürtelmacher auf der Straße „Unter Käster“ in Pacht.

### Stift und Pfarrkirchen

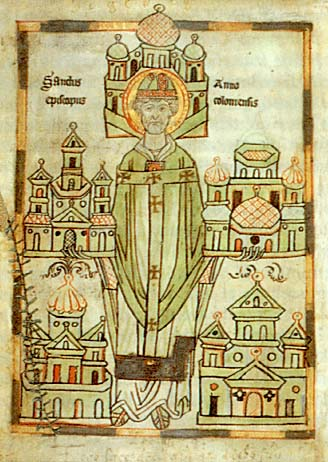
Anno II. mit Modellen von ihm gestifteter Klöster und Stifte

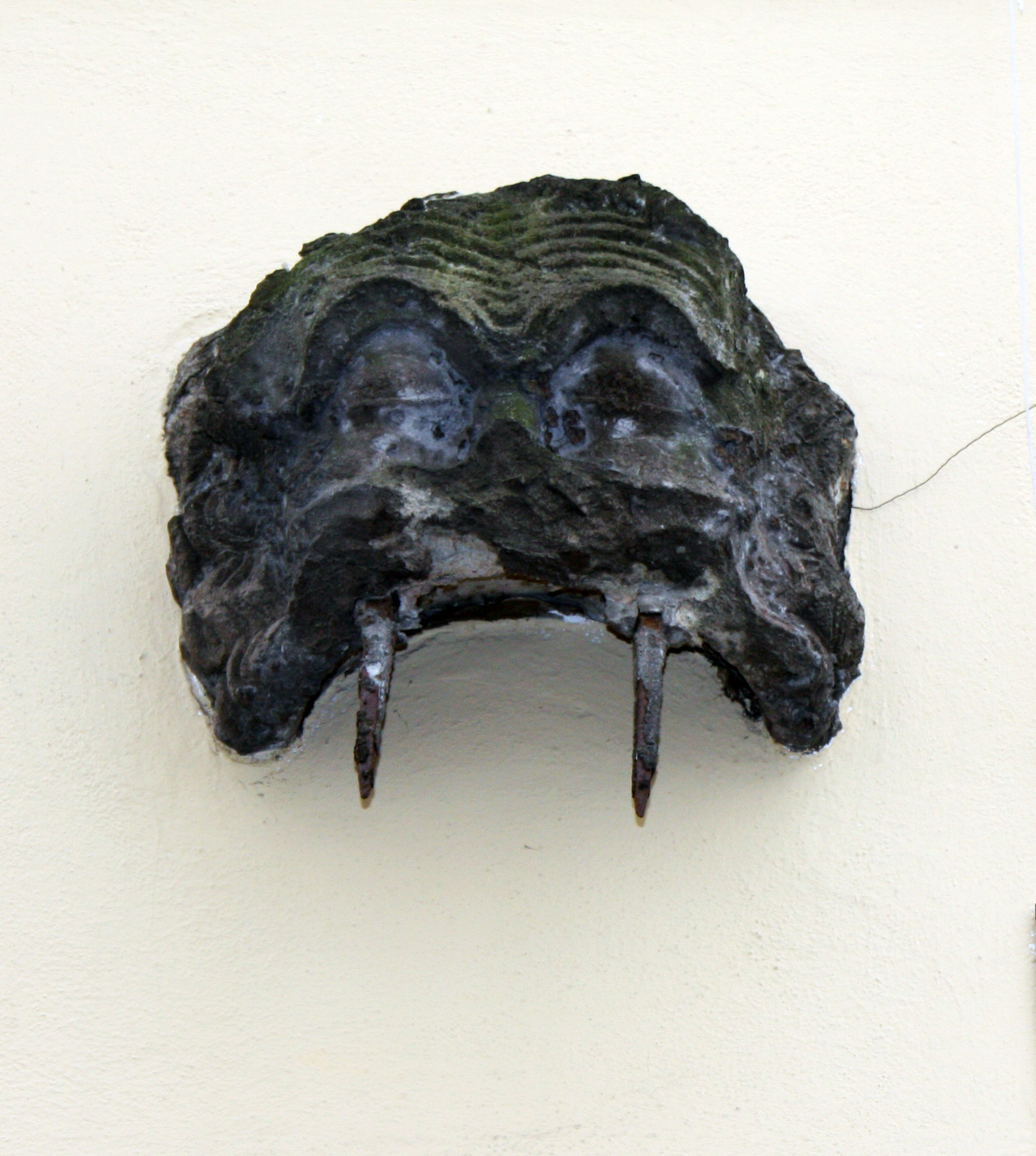
Auf den Rothenberg, Detail. Nach dem Aufstand der Bürger gegen Anno sollten abschreckende Grinköpfe an den Hausmauern der Altstadt vermutlich verurteilte Aufständische darstellen

Nicht nur die ansteigende Bevölkerung war ausschlaggebender Grund, weitere Gotteshäuser zu errichten. Die Geistlichkeit der Stiftskirchen sah sich in ihren rituellen Tagesabläufen durch die Laien beeinträchtigt und sorgte für Abhilfe.
So wurden die Klosterkirchen entweder unterteilt, oder man erweiterte eine schon bestehende Kapelle. In anderen Fällen errichtete man eine neue Filialkirche für das Volk und überließ die Seelsorge einem Plebanus. Im nordwestlichen Vorland war St. Christoph die zum Stift St. Gereon gehörige Pfarrkirche. Bei der im Westen hinter der Befestigung stehenden Kirche St. Aposteln verfuhr man wahrscheinlich wie bei der Kunibertkirche und separierte ein Kirchenschiff als Bereich der Gemeine. Hier war, im Vergleich zu den anderen Vorstädten, durch die sich westlich der Kirche anschließenden landwirtschaftlichen Gebiete der Almende eine vorerst nur spärliche Besiedlung vorhanden.
Auch im Fall der Stiftskirche St. Georg mit der Pfarrkirche St. Jakob und ebenfalls bei dem Stift St. Severin, welches die Kapelle St. Maria Magdalenen und St. Jan als Pfarrkirchen hatte, waren die gleichen Gründe der Anlass gewesen. Ebenso verfuhr das Kloster St. Pantaleon, dessen Mönche auf ihrem Grundbesitz „in suburbio coloniensis civitatis“ eine Eigenkirche besaßen, die später zur Pfarrkirche St. Mauritius erhoben wurde.
Bei den an die Rheinvorstadt angrenzenden Pfarrsprengeln handelte es sich im Nordwesten um die Stiftskirche St. Andreas mit ihrer ihr östlich vorgelagerten Pfarrkirche St. Paul und der dem Stift St. Kunibert (bei der selbst nur das Westschiff dem Volk offenstand) zugehörigen Kirche St. Lupus. Im Süden des Marktviertels war es das Marienstift mit seiner Pfarre Peter und Paul, auch „Notburgis“ genannt, das sich dann mit der Pfarre St. Martin vereinigte.
Bereits im 12. Jahrhundert waren die meisten der späteren Pfarrkirchen als solche vorhanden. Im 14. Jahrhundert stieg deren Gesamtzahl innerhalb der Stadtmauern mit der Erhebung von St. Maria im Pesch auf 19. Pfarrkirchen an. Die meisten von ihnen hatten ihren Ursprung als Kapelle, die im Zusammenhang mit Stiften, Klöstern oder Hospitälern errichtet worden waren. So soll im Fall von St. Lupus wahrscheinlich ein ehemaliges Hospital von St. Kunibert der Ursprung der Pfarrkirche gewesen sein, und im umgekehrten Fall wurde „St. Notburgis“ (ursprünglich St. Peter und Paul, um 1100) aus dem Stand einer Pfarrkirche zur Kapelle degradiert.
Diese Bauwerke entstanden zumeist durch die Gunst und die finanzielle Zuwendungen der frühen Erzbischöfe der Stadt Köln. Jedoch sind auch in vielen Fällen Stifter der Kölner Bürgerschaft, vornehmlich aus der Schicht der Patrizierfamilien belegt.

#### Pfarre St. Martin
Hauptartikel: Klein St. Martin

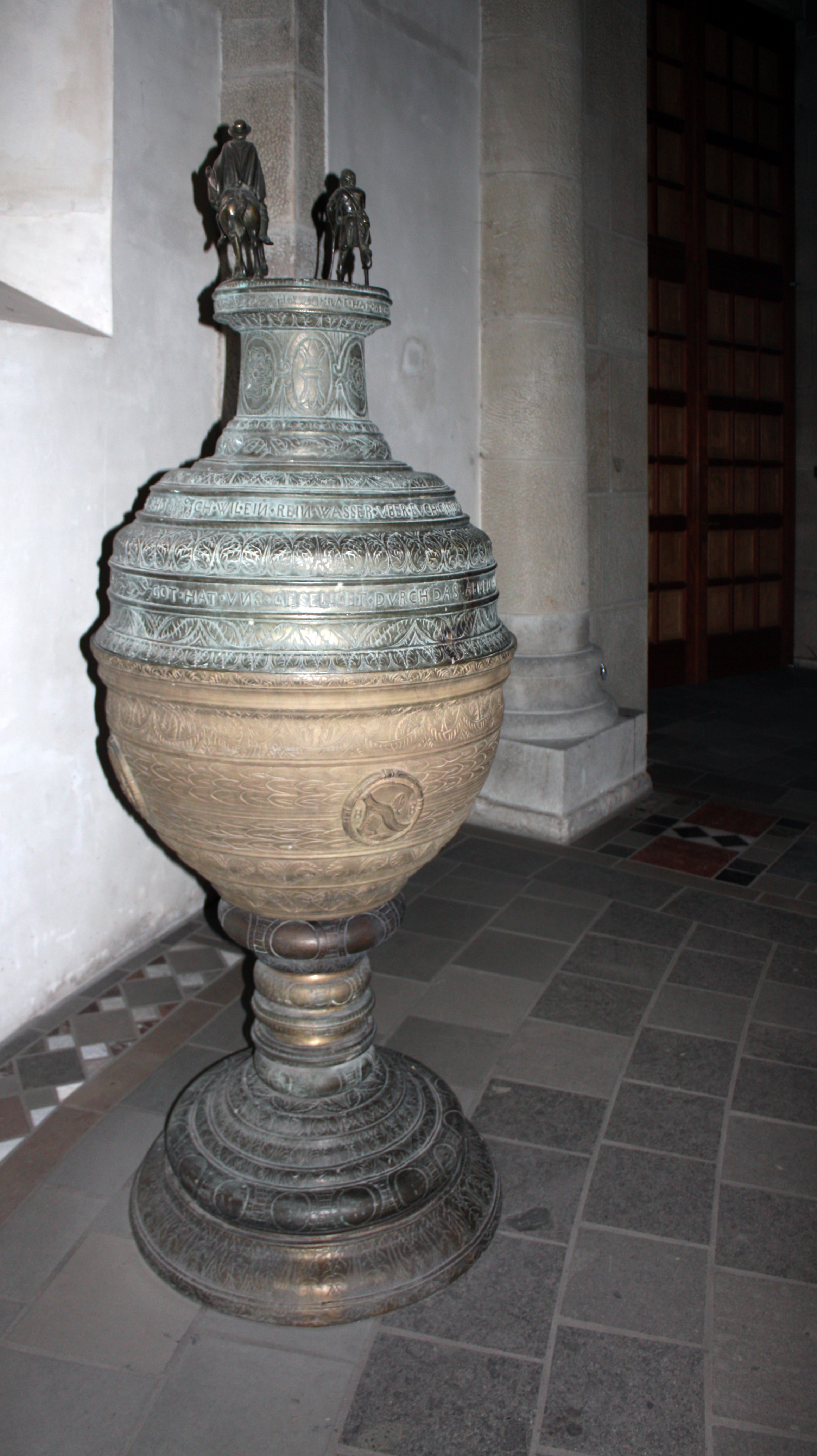
Klein St. Martin, Taufbrunnen mit einem Becken aus Bronze um 1594. Die Deckelbekrönung stellt den hl. Martin dar

Wahrscheinlich wurde auf Bestreben der Mönche des Benediktinerklosters St. Martin am Anfang des 12. Jahrhunderts im Marktviertel eine Martinspfarre gegründet. Sie erscheint kurz nach der Einführung der Kölner Schreinsführung in diesen Verzeichnissen als „s. Martini parvi“. Diese vereinigte sich mit der weiter südlich gelegenen Pfarre „St. Peter und Paul“ des Marienstiftes. In einer Schreinsakte ist diese Pfarrkirche bereits 1140 genannt, andere Urkunden erwähnten St. Martin erstmals zwischen 1172 und 1190. Das neue Kirchspiel, mit seiner am alten Straßenzug „Obenmaerspforten“ (mit seiner Westmauer auf der Römermauer liegend) erbauten Kirche lag damit zum Tel in der alten Römerstadt und ragte in das Gebiet der Rheinvorstadt hinein. Die in der Folgezeit erhobenen Patronatsansprüche des Marienstiftes führten zu jahrelangen Streitigkeiten und waren möglicherweise der Grund, die schon im 9. Jahrhundert im nördlichen Teil der Rheinvorstadt errichtete Kapelle St. Brigiden 1172 zu einer zweiten Pfarrkirche des angewachsenen Viertels zu erheben.
Im 13. Jahrhundert kam es offenbar zu einer Einigung der streitenden Pfarren. Im Rotulus von St. Maria im Kapitol wurde die Lage der Kirche und die ihrer zwischen den anliegenden Hofstätten gelegenen Friedhöfen eingezeichnet.
Die so entstandene Trennungslinie zum nördlichen Teilbereich des ursprünglichen Altermarktes führte von der Marktpforte entlang des Budenkomplexes des Bezirks Unterlan zur Salzpforte. Der südliche, größere Teilbereich erhielt um 1300 den Namen Heumarkt.

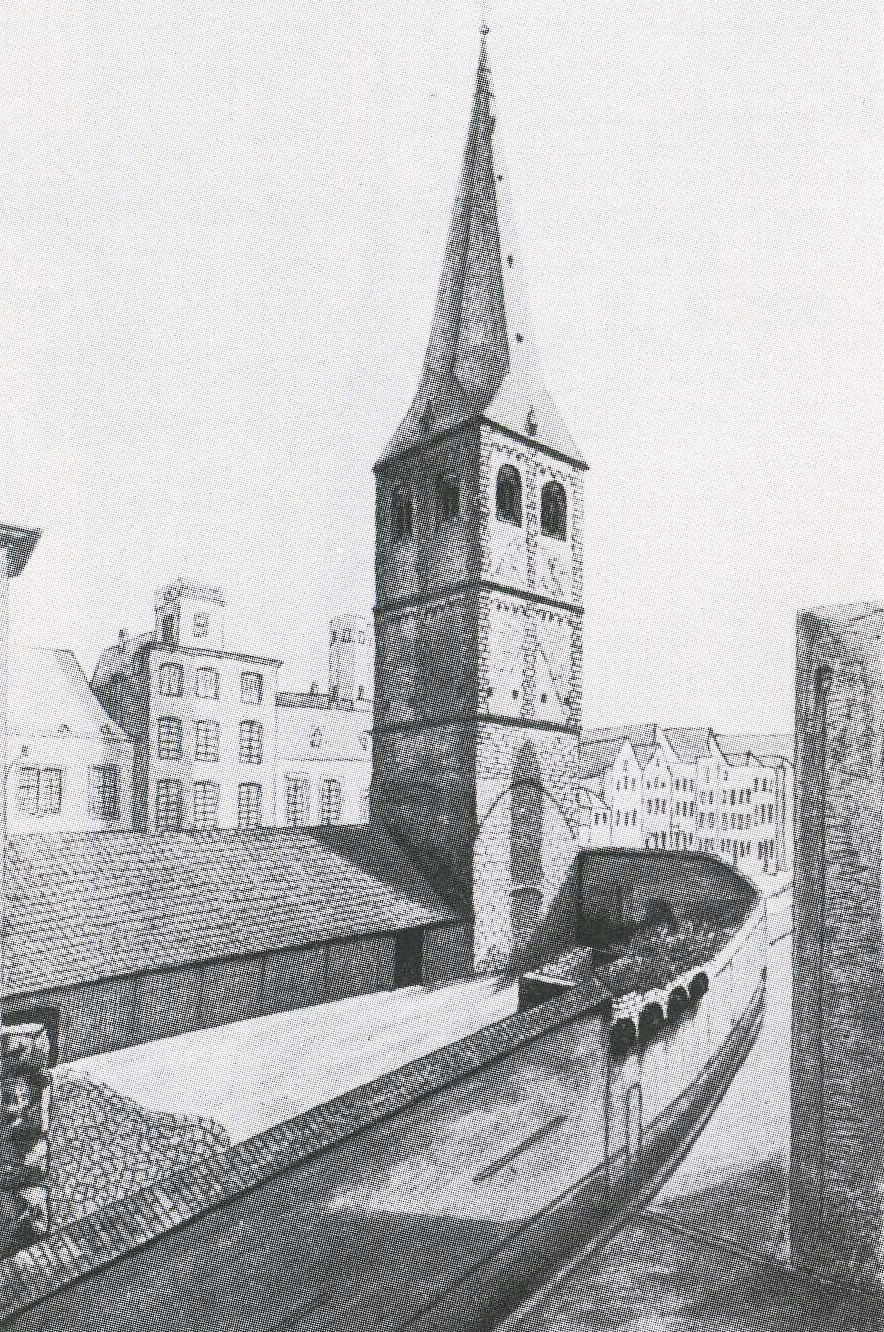
Klein St. Martin, etwa 20 Jahre nach dem Abbruch des Kirchenschiffes. Zeichnung von Wilhelm Wintz, Köln um 1844
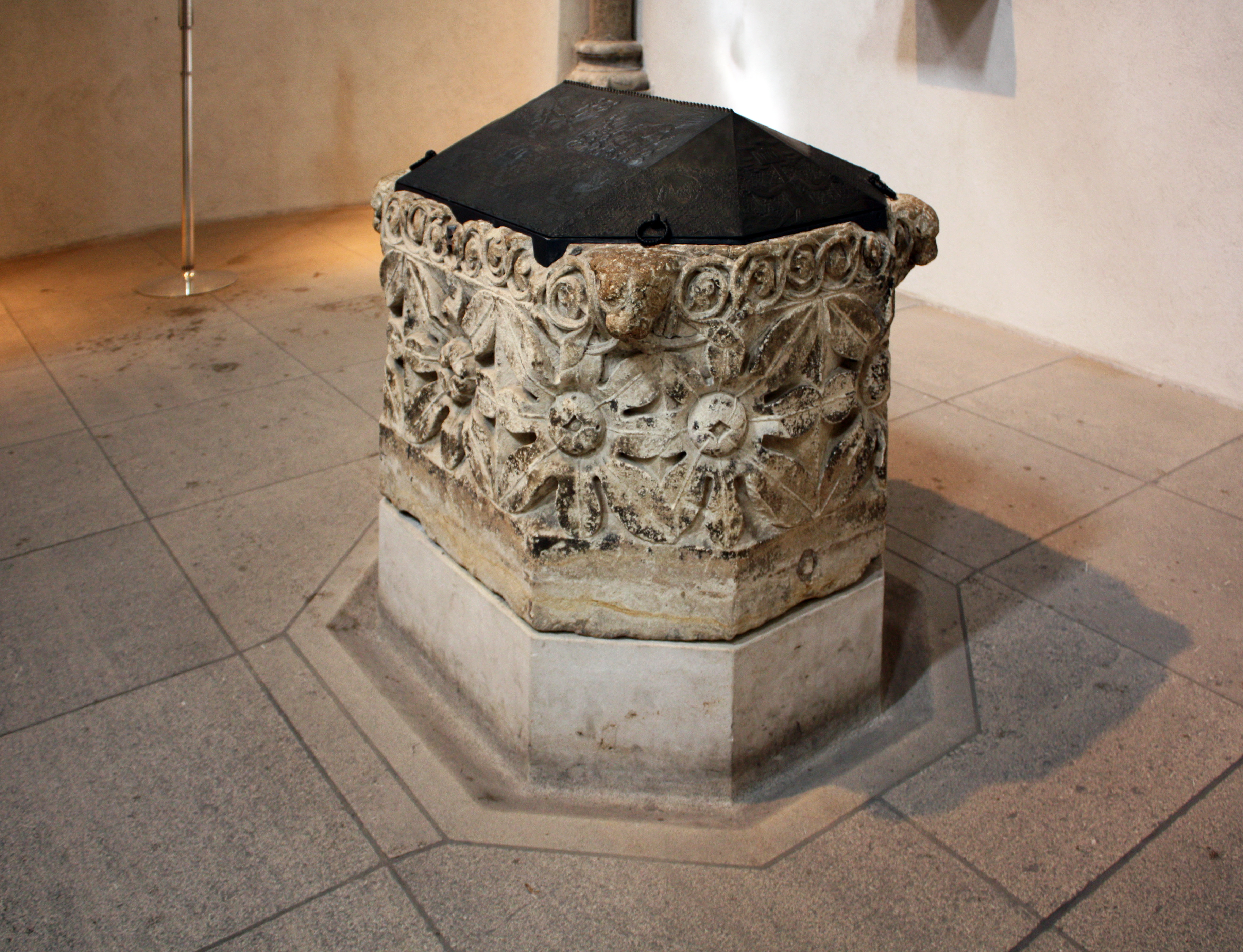
Taufstein aus St. Brigiden, heute Groß St. Martin (13. Jahrhundert)
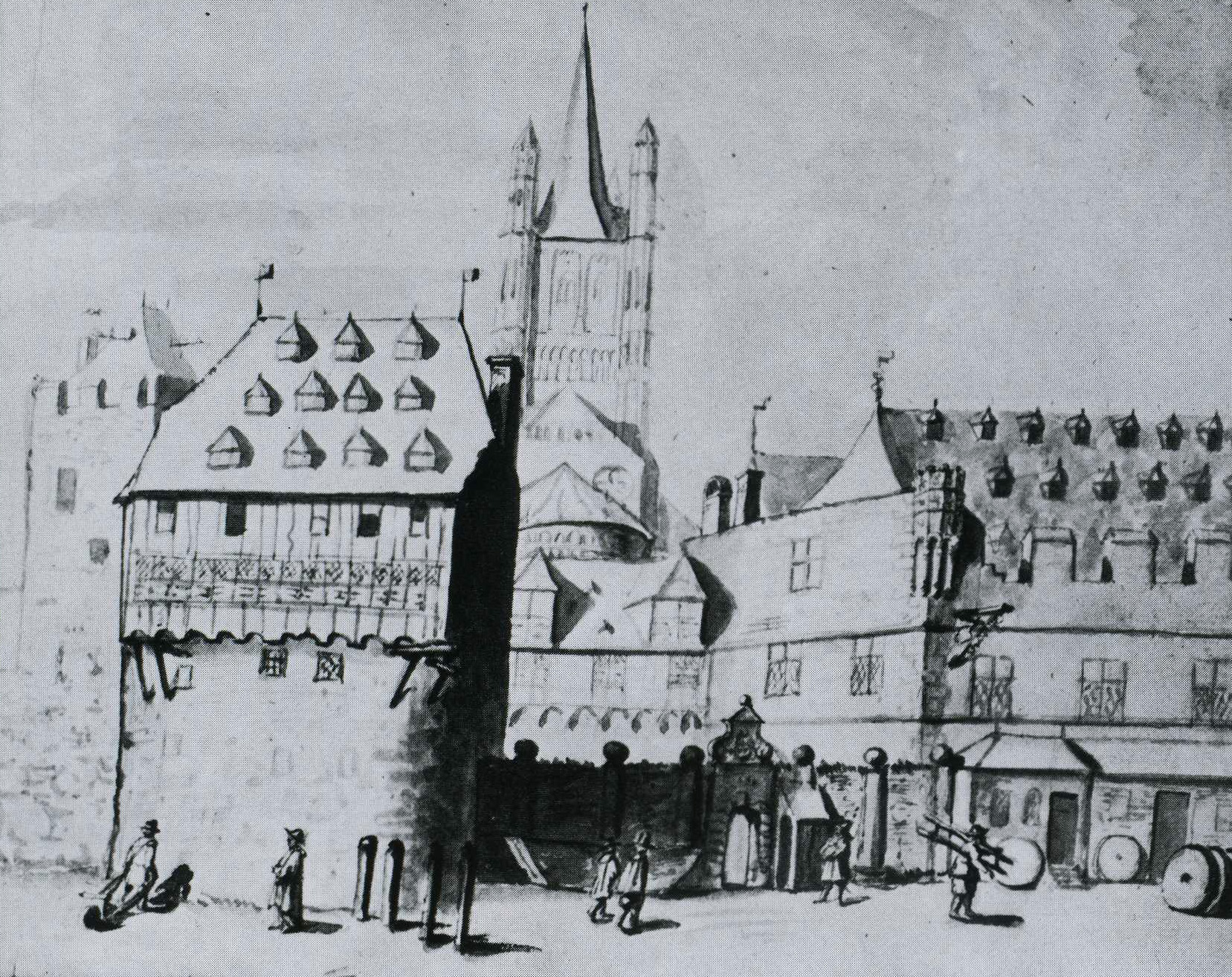
Groß St. Martin von Osten mit Stadtbefestigung und Stapelhaus.

#### St. Brigiden
Hauptartikel: St. Brigiden
St. Brigiden wurde die Pfarrkirche im nördlichen Bereich der Rheinvorstadt. Brigida von Kildare soll die Schutzheilige der neuen Vorstadt gewesen sein.
Das wohl aus einer kleinen Kapelle des 9. Jahrhunderts hervorgegangene Gotteshaus wurde sicherlich auch aus den oben angeführten Gründen zur Pfarrkirche erhoben. Im Jahr 1279 erfolgte durch Johann Overstolz eine besondere Stiftung an den Abt des Klosters St. Martin zu Köln, die für die Pfarrer an St. Brigiden bestimmt war.

### Kapellen und Konvente

#### Kapellen
- Kapelle St. Nikolaus und Sergius (um 1148) unterhalb des Thurnmarktes Ecke Rheingassenpforte, 1560 abgebrochen.
- Kapelle St. Nikolaus in der Salzgasse, sie erhielt später den Namen St. Michael und wurde 1589 aufgehoben

#### Konvente
- 1264 übernahm ein Konvent (Wiyse ?) das Hospital des Klosters St. Martin am Alter Markt
- 1290, Konvent Corduanyn. Obergeschoss eines Hauses „Vor St. Martin“, im Jahr 1432 mit dem Unterhaus des Johann Jude vereinigt. Johann Jude war im Jahr 1425/26 mit Johann von Lewensteyn Bürgermeister der Stadt.
- 1640 entstand auf dem Filzengraben ein Servitinnenkloster.
- 1602, Konvent Forst (Dahlen und Sylvester) „Auf dem Brand“. Stifter war Dr. Wilhelm Hackstein.

### Verwaltung der Rheinvorstadt

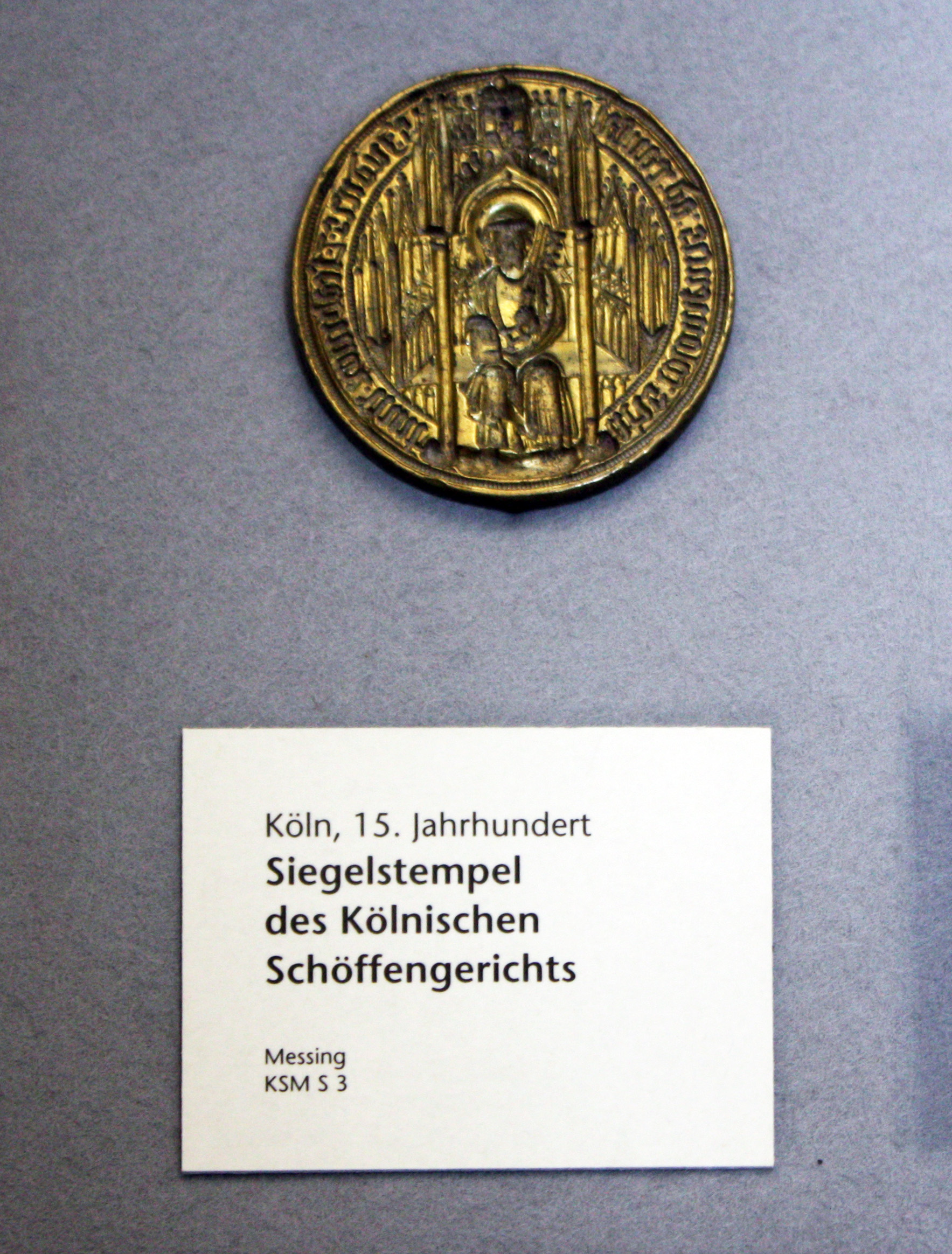
Siegelstempel des Schöffengerichts im 15. Jahrhundert

Das Gebiet der Rheinvorstadt, wie auch das anderer Sondergemeinden, unterteilte sich oft in weitere Unterbezirke. Alle waren einer Pfarre zugeordnet, deren Grenzen in der Regel mit der der Gemeinde deckungsgleich war. Die Pfarrgenossen hatten die freie Wahl eines Pfarrers, während bei den Stiftskirchen das Vorschlagsrecht den Stiftsherren oblag. Frühe Schreinskarten der Martinspfarre benannten mehrere Personen, die als Bürgermeister des Viertels bezeichnet waren. Sie sind wohl als Vertreter ihrer Gemeinde mit anderen Amtskollegen der übrigen Viertel als Vorläufer der Richerzeche zu sehen. Die Oberschicht der Bürgerschaft des Viertels traf sich zum Kirchgang und ging nach dem Gottesdienst zur Besprechung kommunaler Belange in das nahe gelegene „Haus“.
Das Gebürhaus des Bezirks Klein Martin stand an der Rheingasse, und das für St. Brigida zuständige Haus lag am Alter Markt. Das so genannte „Haus der Bürger“ an der Judengasse, welches zum späteren Kölner Rathaus wurde, durfte der Versammlungsort des 1216 gewählten ersten Kölner Rates gewesen sein.
Hinsichtlich der Gerichtsbarkeit war die Rheinvorstadt, ebenso wie die hinter der Befestigung gelegene westliche Vorstadt hinter St. Aposteln, seit früher Zeit den altstädtischen Gerichten unterworfen. Dies stand im Gegensatz zu den Vorstädten Niederich im Norden, und Oversburg (Airsbach) im Süden, deren selbstständiges Gerichtswesen auch nach ihrer Eingemeindung vorerst unangetastet blieb.
Die frühe Verschmelzung des der „Alten Stadt“ im Osten vorgelagerten Viertels zu einem einheitlichen Rechtswesen zeigte sich auch in der Berufung der Schöffen. Nach Auswertung der alten Akten bestand für die Rheinvorstadt nie ein eigenes öffentliches Gericht; die Schöffenkollegien setzten sich jedoch aus den honorablen Schichten beider Stadtteile zusammen.
Wenige der zahlreichen kleineren Gerichtsvarianten der Stadt fanden auf den Terrain des Marktviertels statt. Lediglich das Bürgermeistergericht auf dem Fleischmarkt wurde vor dem von den Fleischmengern im 15. Jahrhundert als Gaffelhaus erworbenen „Haus zum Sternen“ auf dem Heumarkt abgehalten. Auf dem Hühnermarkt, an den noch heute die „Hühnergasse“ erinnert, befand sich an der Marspforte das Stockhaus mit einem Gefängnis und der Wohnung des Stöckers.
Neben der Funktion als Marktplatz dienten der Alter- und Heumarkt auch als Gerichts- und Richtstätte. Hier standen auf Grund der hohen Besucherzahl in voller Absicht auch der Pranger, in Köln der Kax genannt, und der Schuppstuhl, um den größtmöglichen Hohn und Spott des Publikums für die Delinquenten zu erzielen. Dieser wichtigste städtische Kax stand seit 1500 auf dem Alter Markt und wurde 1570 erneuert.

### Schreinsbezirke
Daten der Quellverweise des Artikels beziehen sich auf angelegte Schreinskarten, Schreinsbezirke und Unterbezirke wurden laut Keussen um 1193 eingerichtet.
| S. Martin                          | S. Martin                    | S. Martin                           | S. Martin             |
| ---------------------------------- | ---------------------------- | ----------------------------------- | --------------------- |
| Schreinsbezirk                     | Anmerkung                    | Schreinsbezirk                      | Anmerkung             |
| dom. Henrici Saphiri               | (Hardefust)                  | Kornpforte                          | (Porta Frumenti)      |
| Curia abbatisse s. Marie           | keine                        | Hochpforte                          | (Alta Porta)          |
| Raitzenhaus                        | keine                        | dom. Wolberonis                     | (de Malzbuchel)       |
| dom. Alexandri                     | keine                        | Salzpütz                            | (Salzgasse)           |
| dom. Cunradi de Brule              | keine                        | dom. Cristine                       | keine                 |
| dom. Lewenstein                    | (Henrici Pinguis scapule)    | dom. Anselmi Ustoris                | (Sifr. Wlleden)       |
| dom. Domine Durechen               | keine                        | dom. Wolberonis Vulprumen           | keine                 |
| Eisenwage                          | keine                        | dom. Vogelonis filii Johanne        | keine                 |
| dom. Evergardi                     | keine                        | dom. Godefridi Parvi                | Parvuse?              |
| Hasenpforte                        | (Engl. Turm)                 | dom. Henrici Negri                  | keine                 |
| dom. Marcmanni Wivilruzen          | keine                        | dom. Henrici Libratoris             | keine                 |
| dom. Hermani de Niderich           | keine                        | dom. Philippi Comitis et Blithildis | keine                 |
| dom. Klockringk                    | keine                        | Ekkehardi de Malzbuchele            | (Vrouwenburch)        |
| dom. Jordani de Malzbuchele        | (Cleve)                      | dom. Cunradi Panificis              | keine                 |
| stupa balnei iuxta s. martinum     | keine                        | dom. Erenfridi                      | keine                 |
| dom. dominorum s. Petri            | keine                        | dom. Emundis sub Macellis           | keine                 |
| dom. Pelegrini inter Sellatores    | keine                        | dom. Gozwini Minnevuz               | (Stellerevere)        |
| dom. Hermanni filii Ludevici       | keine                        | Münze                               | (Moneta)              |
| Fleischhaus                        | keine                        | dom. s. Spiritus                    | (hl. Geist Hospital?) |
| Haus Aposteln                      | (oben im Artikel erwähnt)    |                                     |                       |
| S. Brigida                         |                              |                                     |                       |
| Schreinsbezirk                     | Anmerkung                    | Schreinsbezirk                      | Anmerkung             |
| Stock                              | (crippus)                    | Kapelle Salzgasse                   | keine                 |
| Drachenloch                        | keine                        | dom. Granin                         | keine                 |
| dom. Bircelin                      | Bürgermeister Birkelin 1360  | dom. Refridi                        | keine                 |
| dom. Henrici Corduanari            | keine                        | Brothalle                           | keine                 |
| dom. Windeck                       | Kaufmannsgaffel              | dom. Galeide                        | Höhe Fischmarkt       |
| Frankenturm                        | Turm war nie in Privatbesitz |                                     |                       |
| Tabellendaten nach Hermann Keussen |                              |                                     |                       |

### Straßen, Märkte und Plätze

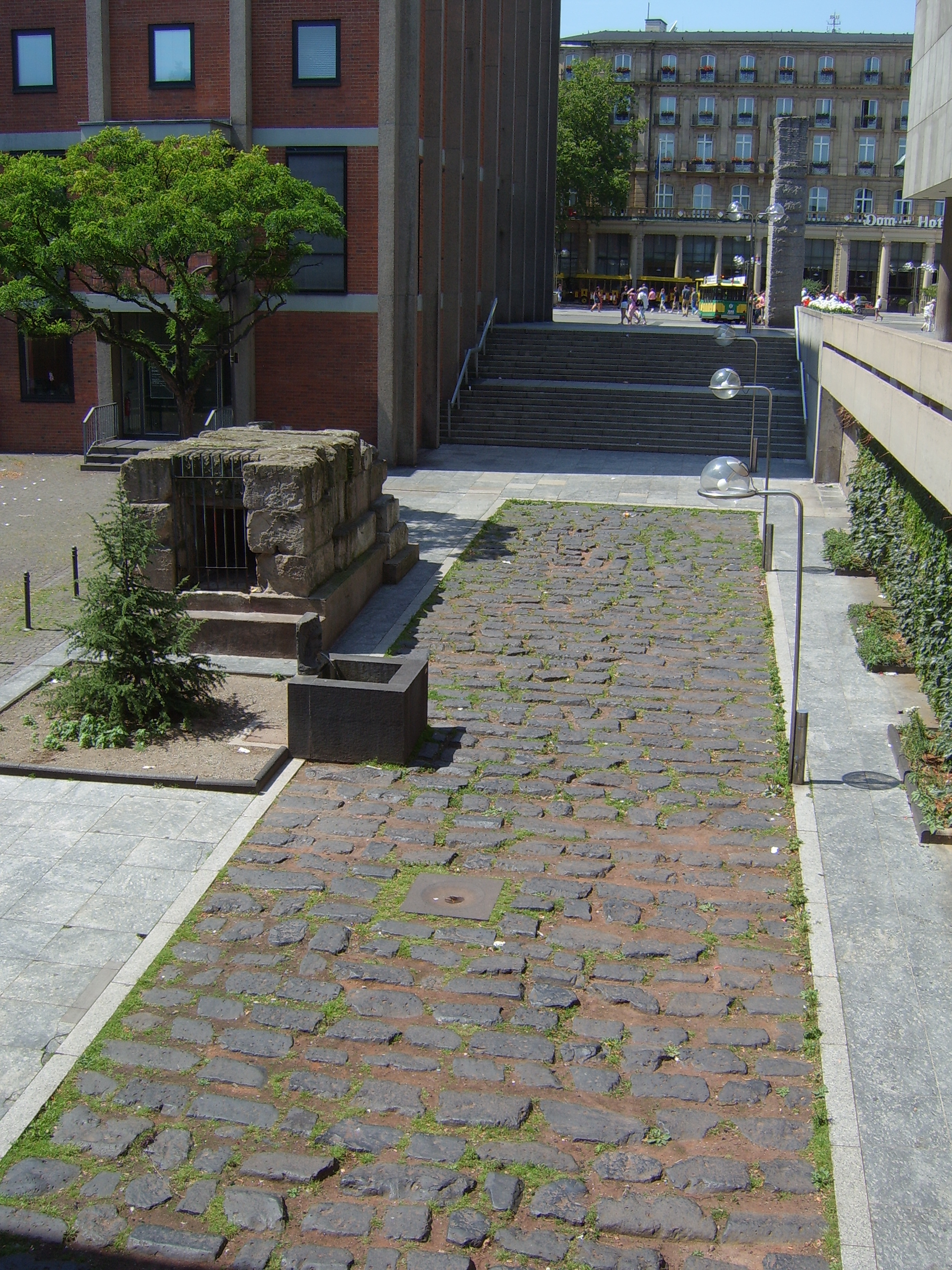
Restauration einer römischen Straße

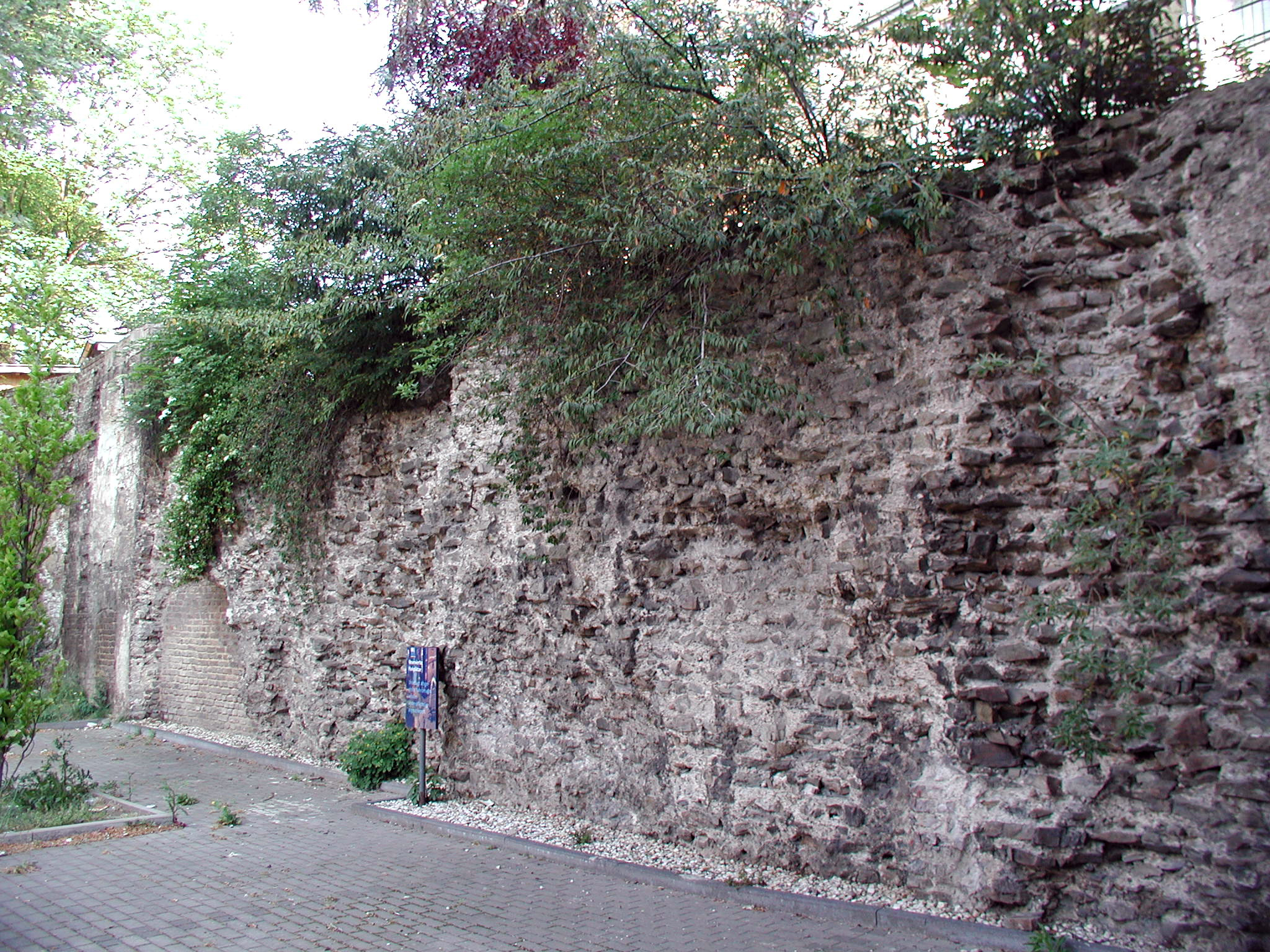
Römermauer oberhalb des Filzengrabens

Mit der Entstehung der Rheinvorstadt verbunden sind die beiden sie flankierenden Straßen Filzengraben und die Trankgasse. Nur an drei Stellen der Rheinvorstadt blieben wahrscheinlich schon zur römischen Zeit an den Rhein führende Straßen in etwa erhalten. Es sind die Mühlen-, Salz- und die Rheingasse. Eine ehemals, in der Flucht der Bischofsgartengasse, durch den königlichen und später bischöflichen Garten abwärts führende römische Straße ist heute nur noch als Rekonstruktion von einigen Metern Länge erhalten. Auch die Mühlengasse (platea molendinorum), deren Ende am Rhein der ursprüngliche Ankerplatz der Rheinmühlen war, verlor nach der Verlegung (um 1582 dort in den Quellen erwähnt) der Rheinmühlen in die Gegend des Bayenturmes an Bedeutung. Die Salzgasse, als ehemaliges Endstück einer aus der Kernstadt über die Brückenstraße verlaufenden Trasse zur ehemaligen römischen Rheinbrücke, hatte ebenfalls ihre Bedeutung als wichtige Verkehrsstraße verloren, und blieb bis heute eine schmale Gasse. Bechergasse sowie die Straße „Unter Käster“ verbanden unterhalb der Judengasse den westlichen Rand des in zwei Bereiche zerfallenen Marktviertels.

#### Altermarkt und Heumarkt
Auf dem „Altermarkt“, fand am Eingang zur Lintgasse (die später zur Büchelpforte in der Rheinmauer führte) alljährlich zur Saison des geernteten Kernobstes am „Haus zur Britzel“ ein Apfelverkauf statt. Der Verkauf zog sich bis hin zum Hospital von St. Brigiden, dies wurde dann gelegentlich als „Hospital auf dem Apfelmarkt“ bezeichnet.
Auf dem Altermarkt wurden im Mittelalter auch Turniere ausgetragen.
Der größere Umschlag von Lebensmitteln fand im südlichen Marktbereich statt. Der Mittelpunkt des Heumarktes war zum Zentrum des Lebensmittelhandels für Stadt und Umland geworden. Hier fand, vor der Errichtung einer geschlossenen Halle, der Fleischverkauf in allen seinen Variationen auf „Bänken“ statt. Nördlich auf dem Markt standen die Käse- und Gemüsehändler sowie die Erbsen- und Pfefferhändler. Letztere hatten mit ihren Spezereien oftmals eine Monopolstellung und waren recht wohlhabend geworden (man nannte sie ironisch „Pfeffersäcke“). An der Westseite, östlich der Marspforte, befand sich der Hühner- und Wildbretmarkt. Zur Mitte hin zog sich der Markt der Zwiebelhändler (der „Speck der armen Leute“) und der Futterverkäufer.
Rund um die Münze vollzog sich der Handel mit Pelz- und Lederwaren. Westlich des Heumarktes waren es die Kürschner die in ihren unterschiedlichen Spezialisierungen als Buntwörter, Grauwörter oder Lammfellhändler ihre Waren feilboten. Stände mit extravaganter Ware wie Zobel oder Fuchspelz fand man in Höhe der Straße „Unter Seidmacher“ (Gasse am 1163 erwähnten Haus St. Peter, heute Zims).

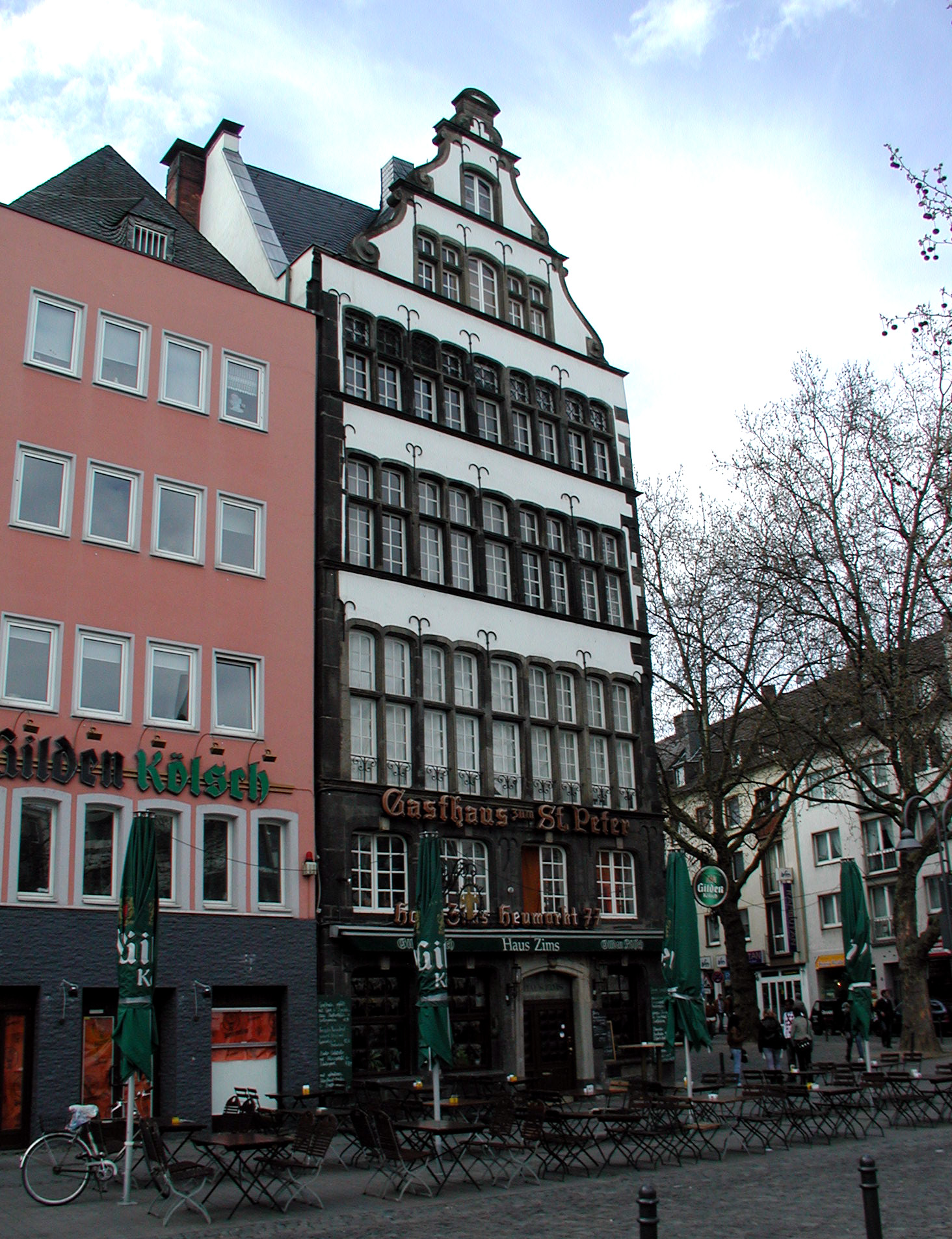
Haus St. Peter. Heumarkt
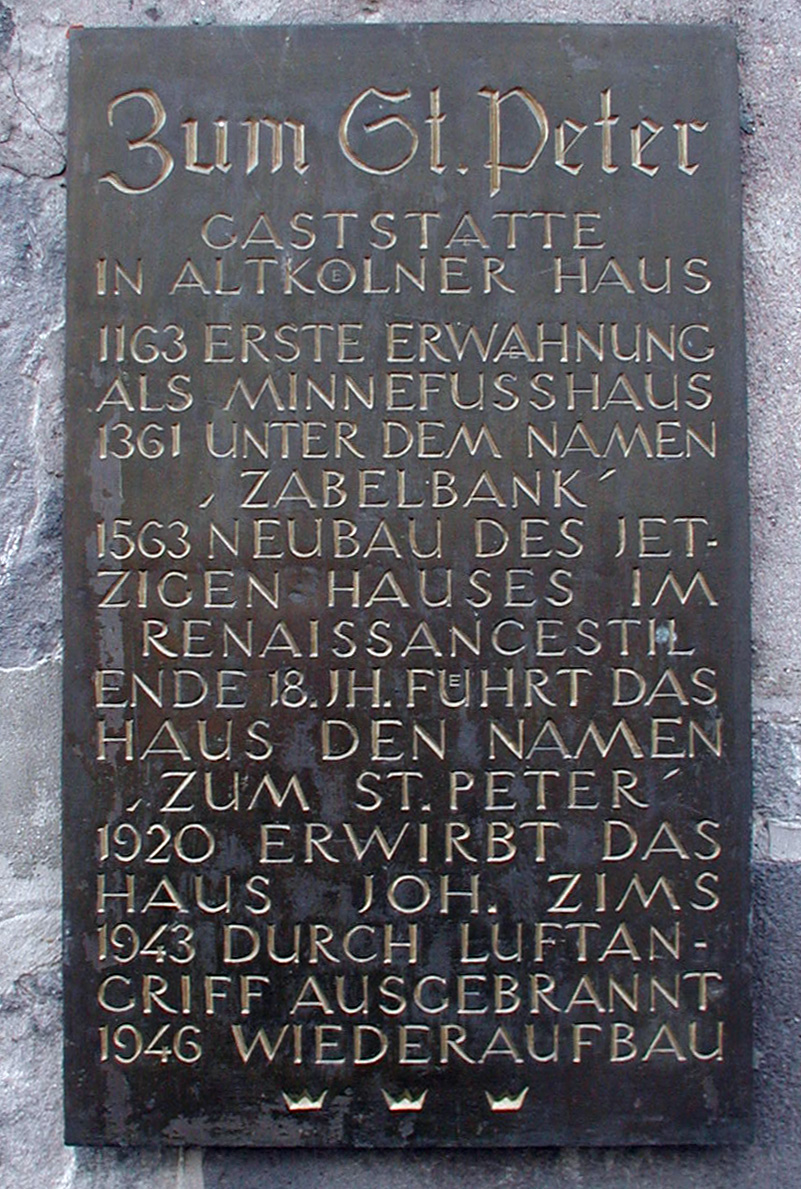
Haus St. Peter Heumarkt
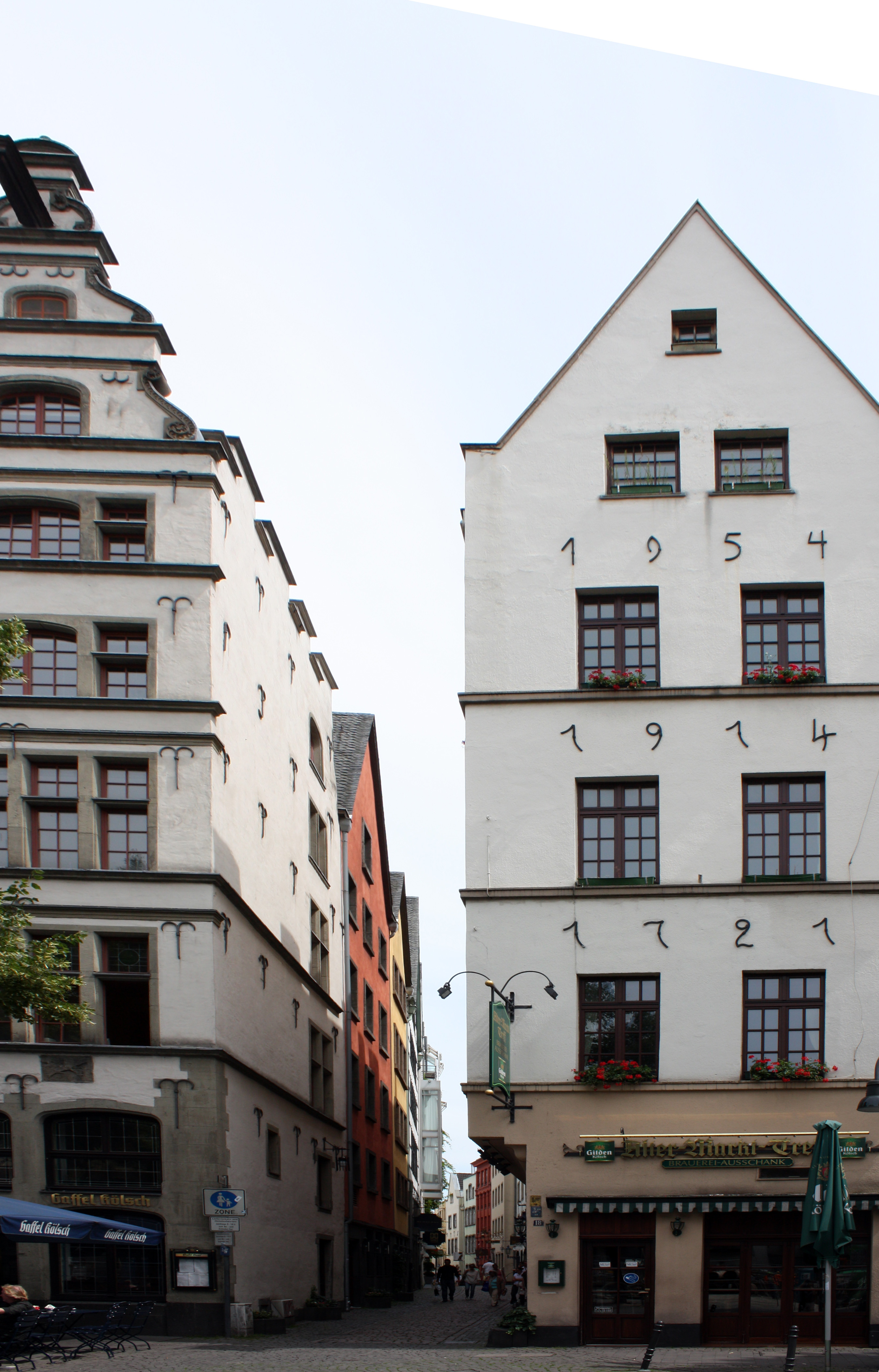
Eingang Lintgasse am Alter Markt

Zur Martinspforte hin lag eine kleine Halle in der sich die Sohlen- und Kindsschuhmacher sowie die Sattler befanden. Leder- oder „Rimschneider“ standen in der Straße „Unter Käster“. An der Nordwestseite des Altermarktes beginnend, sich südlich hinziehend (bis hinter das heutige Rathaus) hatten die „Corduanarii“ ihren neuen Platz gefunden. Sie fertigten feines Ziegen-Glanzleder und hatten ihren angestammten alten Sitz in der Straße „Unter Taschemacher“ aufgegeben. Dort befanden sich seit dem 13. Jahrhundert die Taschen- oder Ranzenmacher (Peratores), die man auch die „Rindshäuter“ nannte. Als mit besonders wertvollem Warenbestand ausgestattet galt in früher Zeit das Viertel der Gewandschneider an der Straße „Unter Hutmacher“. Es wurde zur Nacht abgeschlossen und bewacht. Am Ende dieser Straße standen die Verkaufshäuser „Aachen“ und „Airsbach“ der Wollenweber des Griechenmarktes und der Vorstadt Oversburg, deren Besitz nach dem Weberaufstand von dem Rat konfisziert wurde und später in Privatbesitz gelangte.

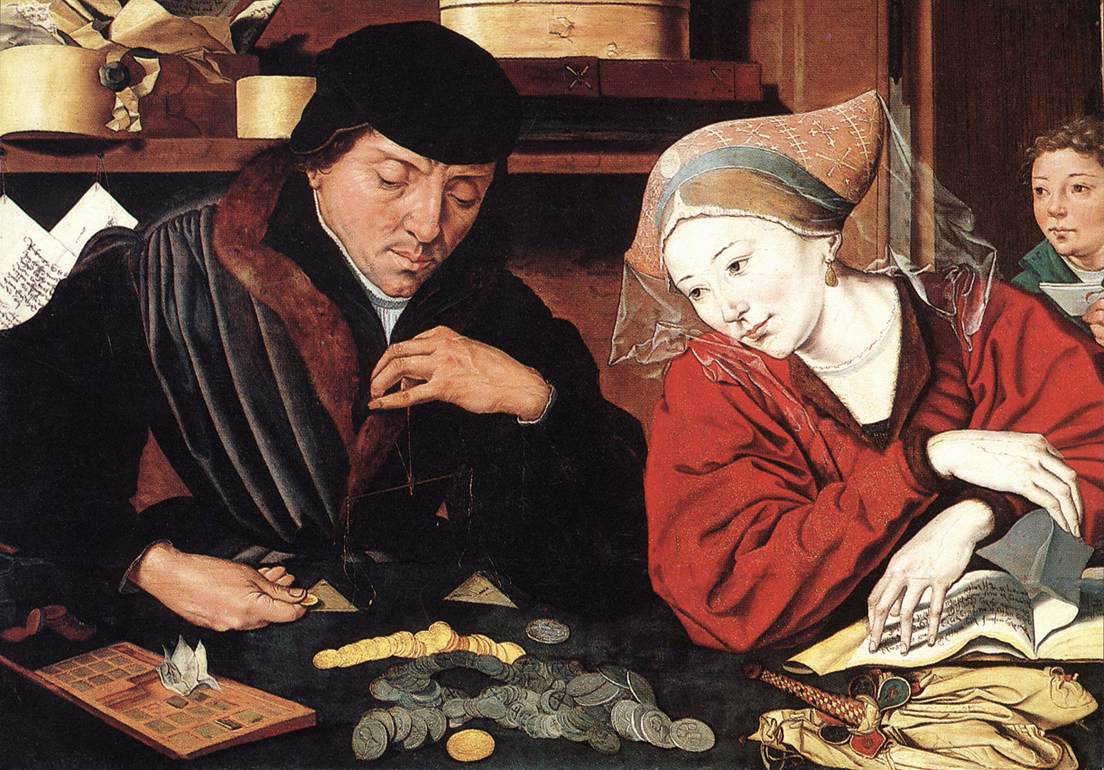
Der Geldwechsler und seine Frau (Bild von Marinus van Reymerswaele, vor 1533?)

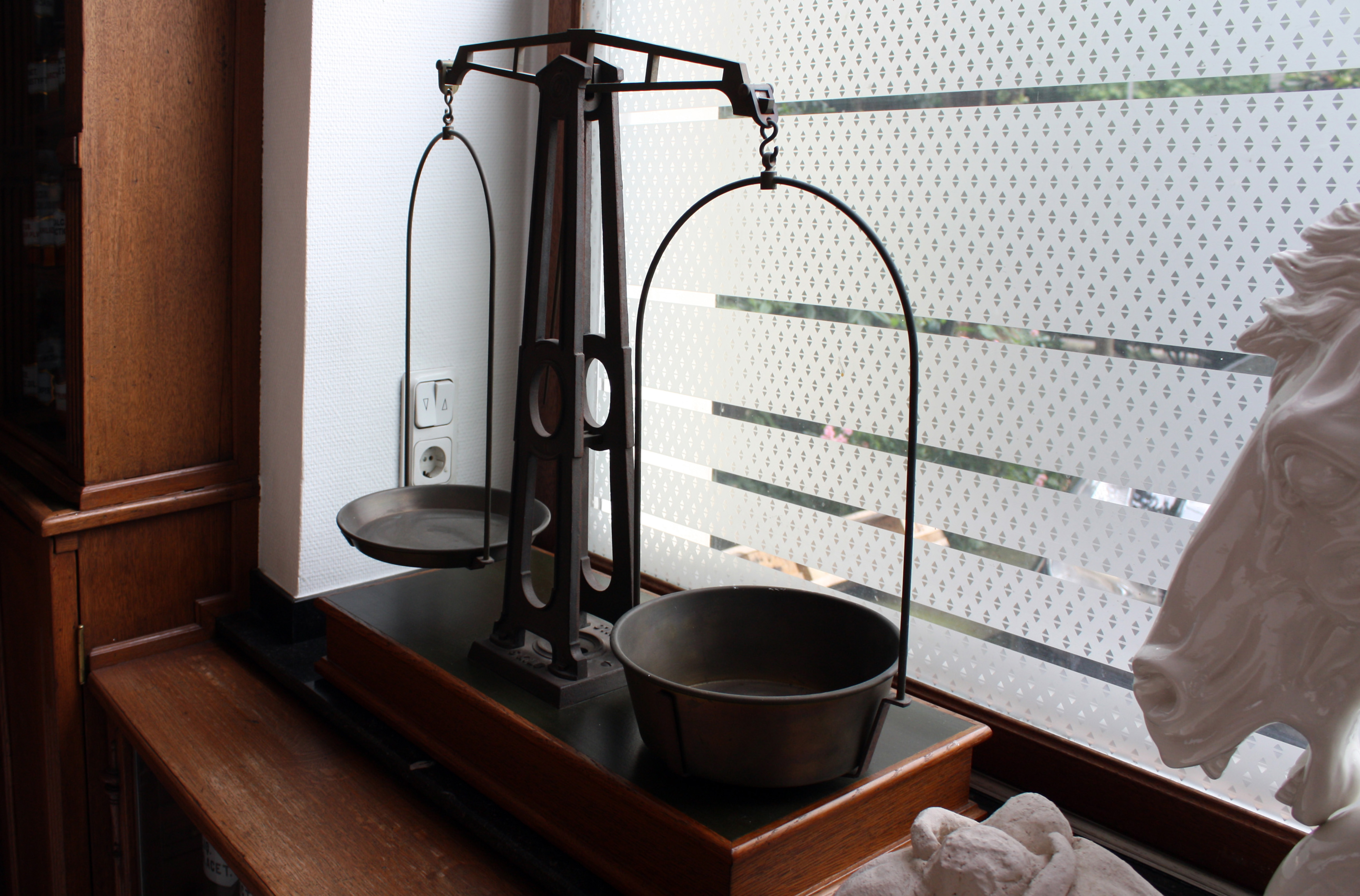
Waage der 1899 erbauten Kölner Kaiserapotheke

Auf dem Heumarkt, vor dem Eingang zur Salzgasse, fand der Salz und der Kohlenmarkt statt. Weiter nördlich der Flachsmarkt. In Richtung der Münze befanden sich die Stände der Altkäufer (die Altruch, noch heute als „Alträucher“ in Köln geläufig), und hinter der Münze standen die Bänke der Geldwechsler.
Neben dem St. Brigiden unterstehenden Hospital gab es seit dem 12. Jahrhundert auch erste Apotheken die für erkrankte Menschen von Wichtigkeit waren. Man bezeichnete sie in den Schreinsakten anfänglich als die „Specionarii“ und „Herbatores“, die spezielle, getrocknete Kräuter und Spezereien als Heilpflanzen verkauften. Die Bezeichnungen wechselten später zu „Kruder“ oder Herbarius, zu dem sich seit dem 13. Jahrhundert die Bezeichnung „apothecarius“ gesellte. Ein Haus in dem „Gris der Kruder“ wohnte, wurde um 1400 von dem als Apotheker bezeichneten „Georg von Brugge“ bewohnt. Nach den Quellen dieser Zeit befanden sich anscheinend alle in Köln vorhandenen Apotheken an der Westseite des Altermarktes sowie an der Marspforte.
Das Marktviertel war überdies auch der Standort verschiedener Kramhäuser, die sich aus den „Buden“ zu mehrstöckiger Gaddenhäusern mit vielfältigem Warenangebot in allen Geschossen entwickelt hatten. Sie waren die Vorläufer der späteren Kaufhäuser.
Eine der vielen städtische Einrichtungen zu Gunsten des Handels wie auch der Stadtkasse (Rentkammer) waren die vier „Krahnen“, von denen der große Hauskrahnen an der Markmannsgassenpforte, zwei weitere Krahnen an der „Großen Neugasse“, und der vierte an der Rheingasse in Betrieb waren.

#### Nordöstlicher Bereich

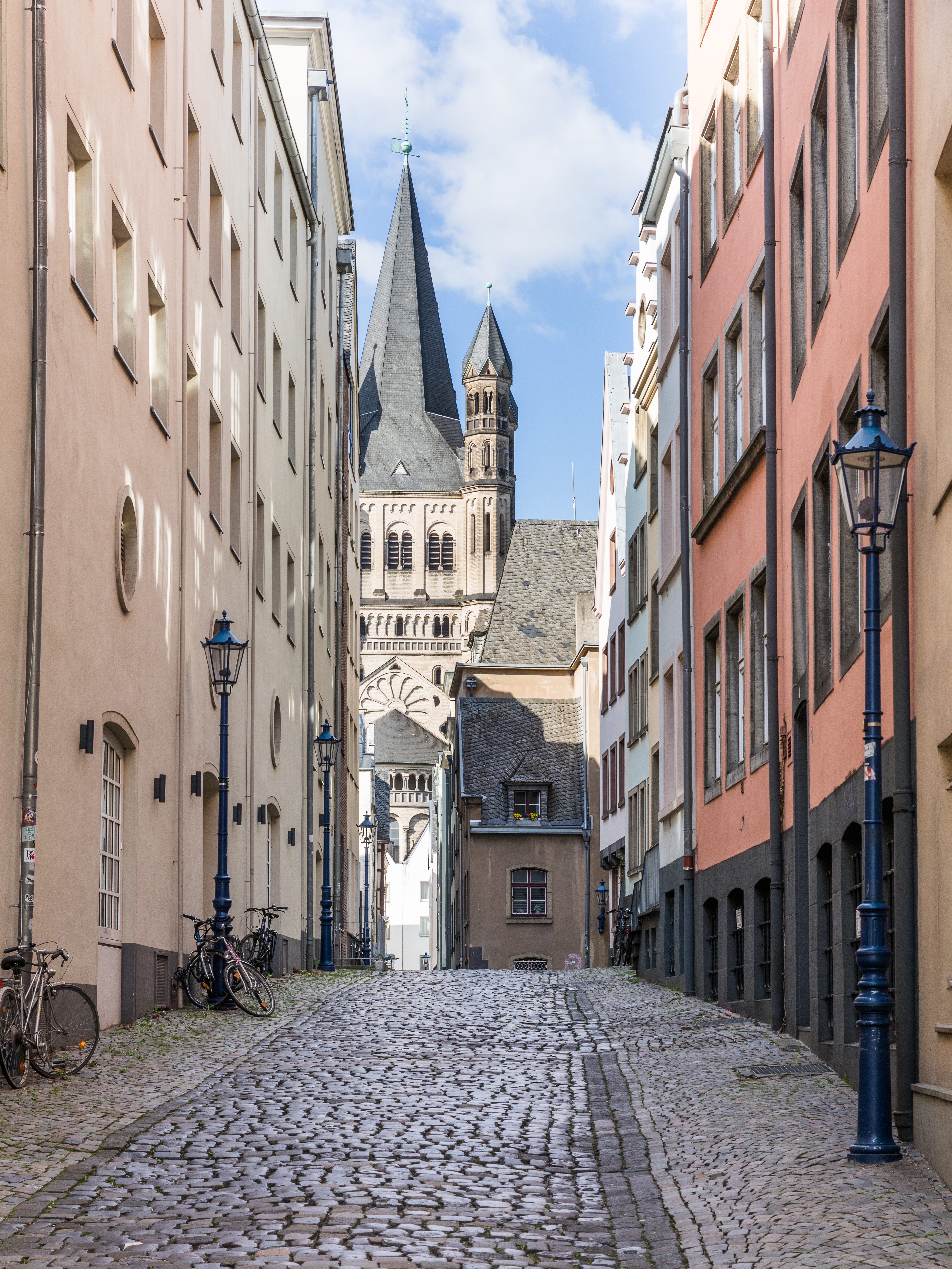
Auf dem Rothenberg

Der östliche Teil des Marktviertels begann mit einem engen Areal von Wohnstraßen, dem sich hinter St. Martin der Fischmarkt anschloss. Dieser zog sich entlang des Rheinufers bis zur Salzgasse und beinhaltete Teile des späteren Buttermarktes. Nach weiterem Entstehen bebauter Gassen nannte man dieses östlich und westlich der Fischmarktstände liegende neue Wohngebiet (Teile des heutigen Rotenbergs und der Hafengasse) „Kleiner Fischmarkt“.
Nachdem Erzbischof Konrad 1259 den Kölnern das Stapelrecht gewährt hatte, verstärkte sich der wirtschaftliche Aufschwung der Stadt weiter. Nach der Errichtung eines auf Veranlassung des Rates im Jahr 1426 neu erbauten Fischkaufhauses (wahrscheinlich das spätere Stapelhaus an der Mauthgasse) ging die Bedeutung des Straßenverkaufs dieser Ware jedoch zurück. Das Amtslokal des Fischmarktmeisters verblieb auf dem Fischmarkt.
Die Buttergasse befand sich weiter oberhalb, parallel zum Alter Markt hinter der Brothalle. Östlich, ein Häuserblock unter ihr, fand der Stahl- und Eisenmarkt statt. Diesen querte der Buttermarkt (der jenseits der Salzgasse die Verlängerung des Fischmarktes war). Vor diesem lag weiter abwärts das Viertel der Schmiede (inter Ferrarios). Am Thurnmarkt hatte der Rat im Jahr 1483 das „Haus zum Juden“ angekauft und nutzte es fortan als Amt zur Erhebung des Rheinzolls, ein Recht, welches die Stadt 1475 erhalten hatte.

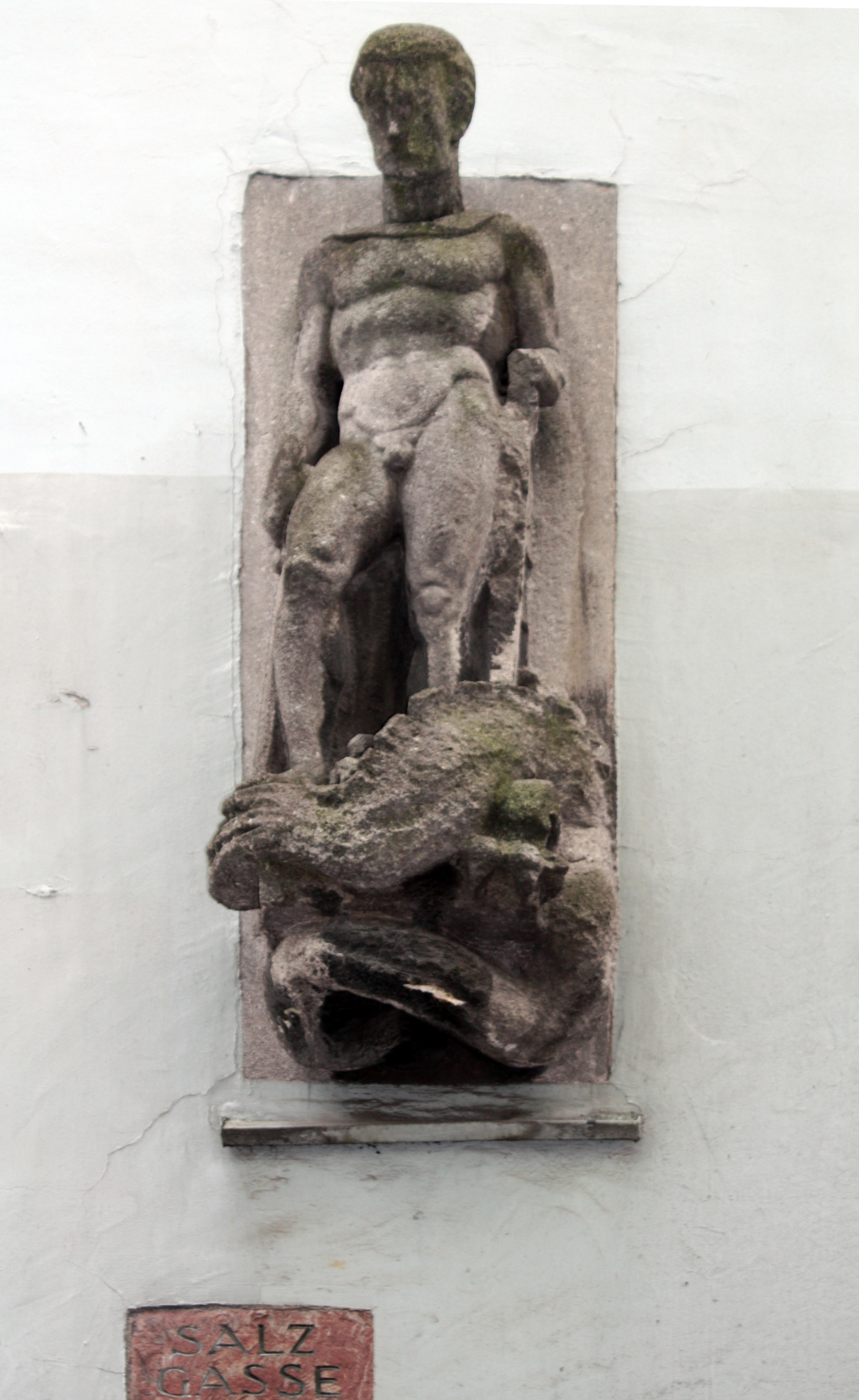
Skulptur am Ende der Salzgasse
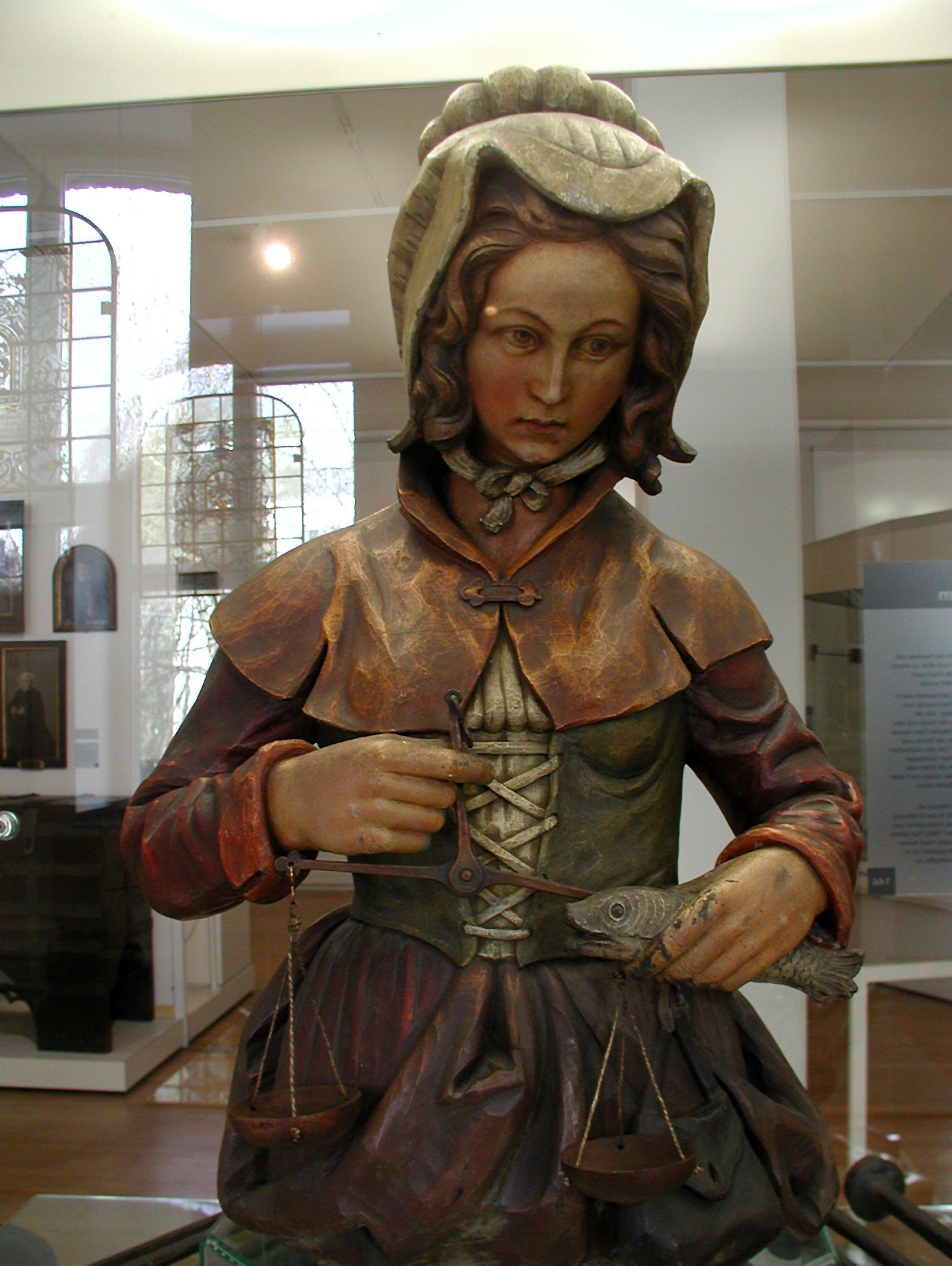
Feschwiev, Darstellung einer Marktfrau des 15. Jahrhunderts (Zeughaus)
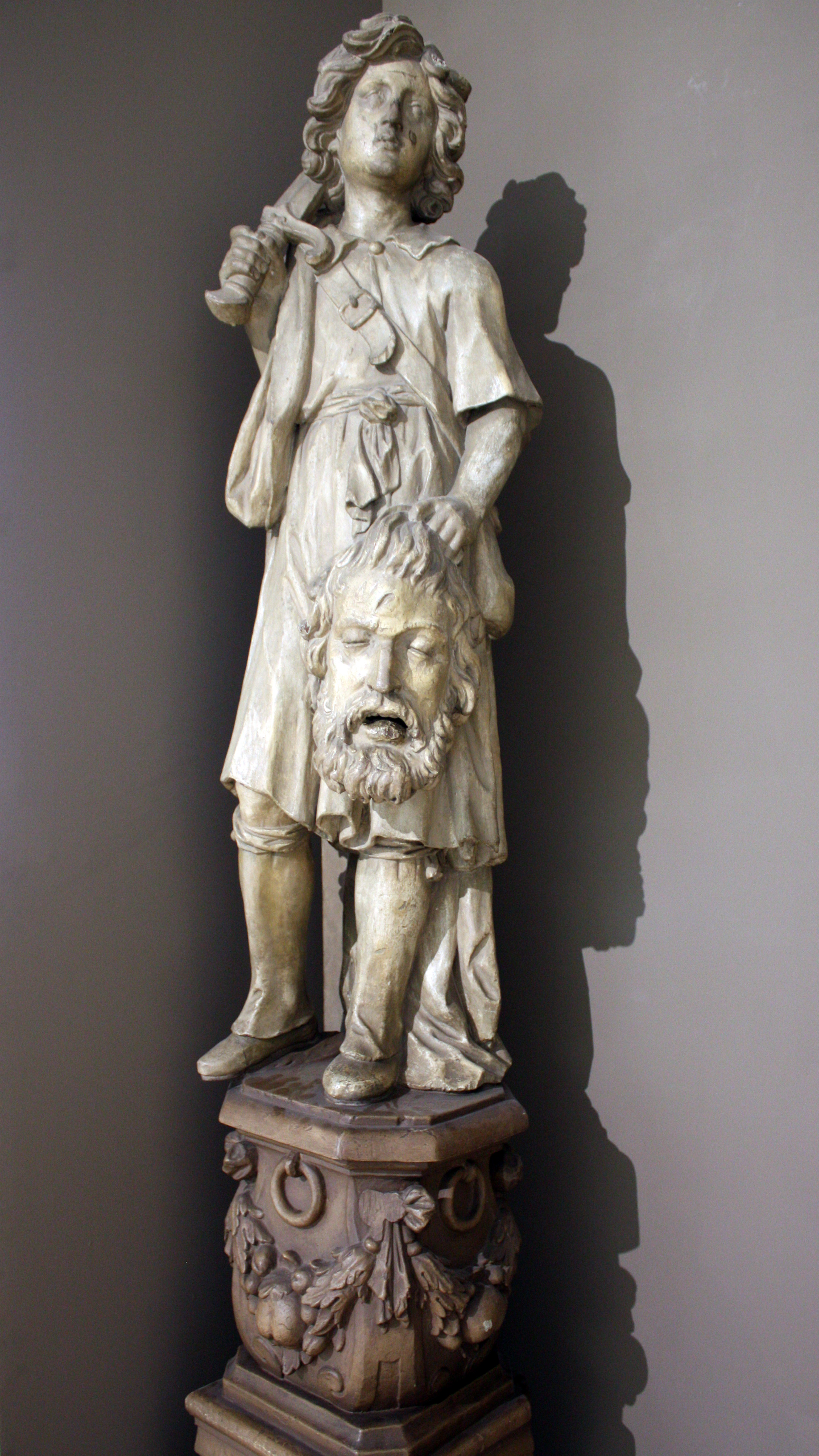
Mühlengasse Haus des Kaufmanns W. Peter, Treppenpfosten aus dem Jahr 1620

#### Südlicher Bereich

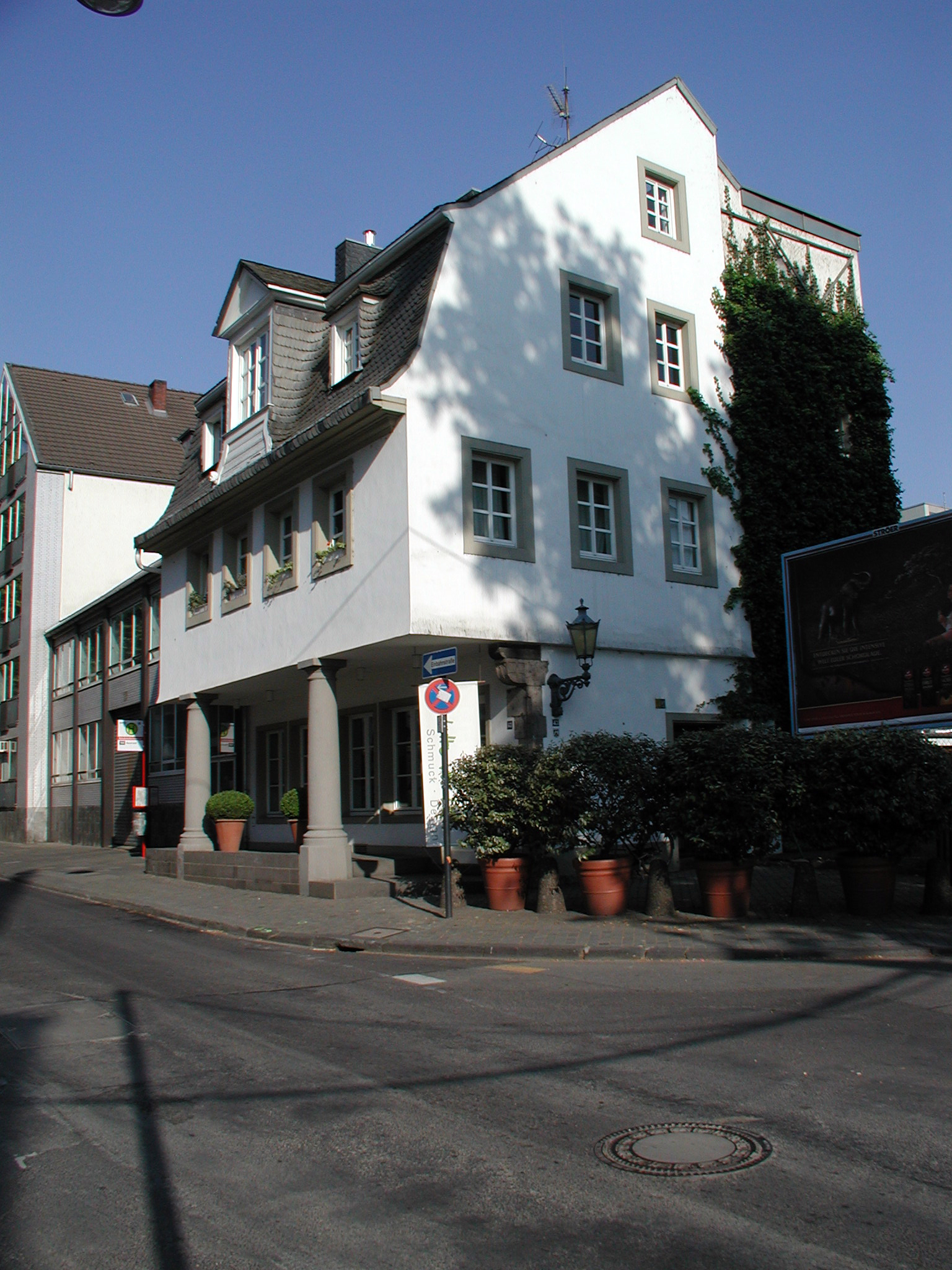
„Vromoltshaus“, 1312

Ein im Mittelalter verbreiteter Wohnhaustyps steht noch heute am Filzengraben. 1294 wurde es erstmals als
„Vromoltshaus“ erwähnt. Älteren Kölnern war es seit 1928 als „Weinhaus Duhr“ bekannt.
Werner Overstolz amtierte als Schöffe. Er ist der als Erster mit dem Zusatz „in der Rheingasse“ benannte Overstolz. Sein noch heute in dieser Straße erhaltenes Haus wurde etwa 1220 bis 1225 von der Patrizierfamilie errichtet.
An der Rheingassenpforte wurden durch den Rat in den 1430er Jahren mehrere Häuser erworben um nach deren Abbruch dort ein großes Gebäude für die Korn- und Mehlwaage zu erbauen. Unter den abgebrochenen Häusern befand sich eines, das eine der ersten mittelalterlichen Badestuben betrieb. Das Haus neben dem Rheingassentor stehend, war im Jahr 1165 erbaut worden.

### Veränderungen
Über weitere Neuanlagen von Straßen im Marktviertel sollen bis zum 14. Jahrhundert in den Quellen keine Angaben vorgefunden worden sein. Wohl ab dieser Zeit begann der Rat an verschiedenen Stellen damit, im Verkehrsinteresse Erweiterungen oder Durchbrüche vornehmen zu lassen. Dies geschah im Jahr 1372 mit der Straße „Unter Seidmacher“. Wenn nötig, wurden diese Vorhaben durch Ankauf und anschließender Niederlegung von Häusern durchgesetzt (so am Rheingassentor 1438 und am Heumarkt 1439). Seit der Errichtung des Gürzenichs wurde die Bolzengasse durch kontinuierlichen Abbruch von Häusern erweitert (1448, 1475, 1478 uns 1481). Im 16. Jahrhundert erfolgte der Durchbruch dieser Straße zum Heumarkt. Ein zeitgleicher Durchbruch machte aus der zum „Sassenhof“ (später das Gelände der Großmarkthalle, heute Hotel Maritim) führenden Sackgasse einen nach Osten führenden Verkehrsweg. Einen besseren Zugang zum Marktviertel schuf man im Jahr 1545 durch den Abbruch der Marspforte. 1547 beseitigte der Rat die „Gaddenen“, die sich mitten auf der Straße „Unter Käster“ befanden. Im Jahr 1569 wurde mit der Begründung „Licht und Luft in verbaute Winkel zu bringen“, die Kapelle in der Rhein- und 1589/90 die in der Salzgasse niedergelegt.

### Von der Vorstadt zur Altstadt

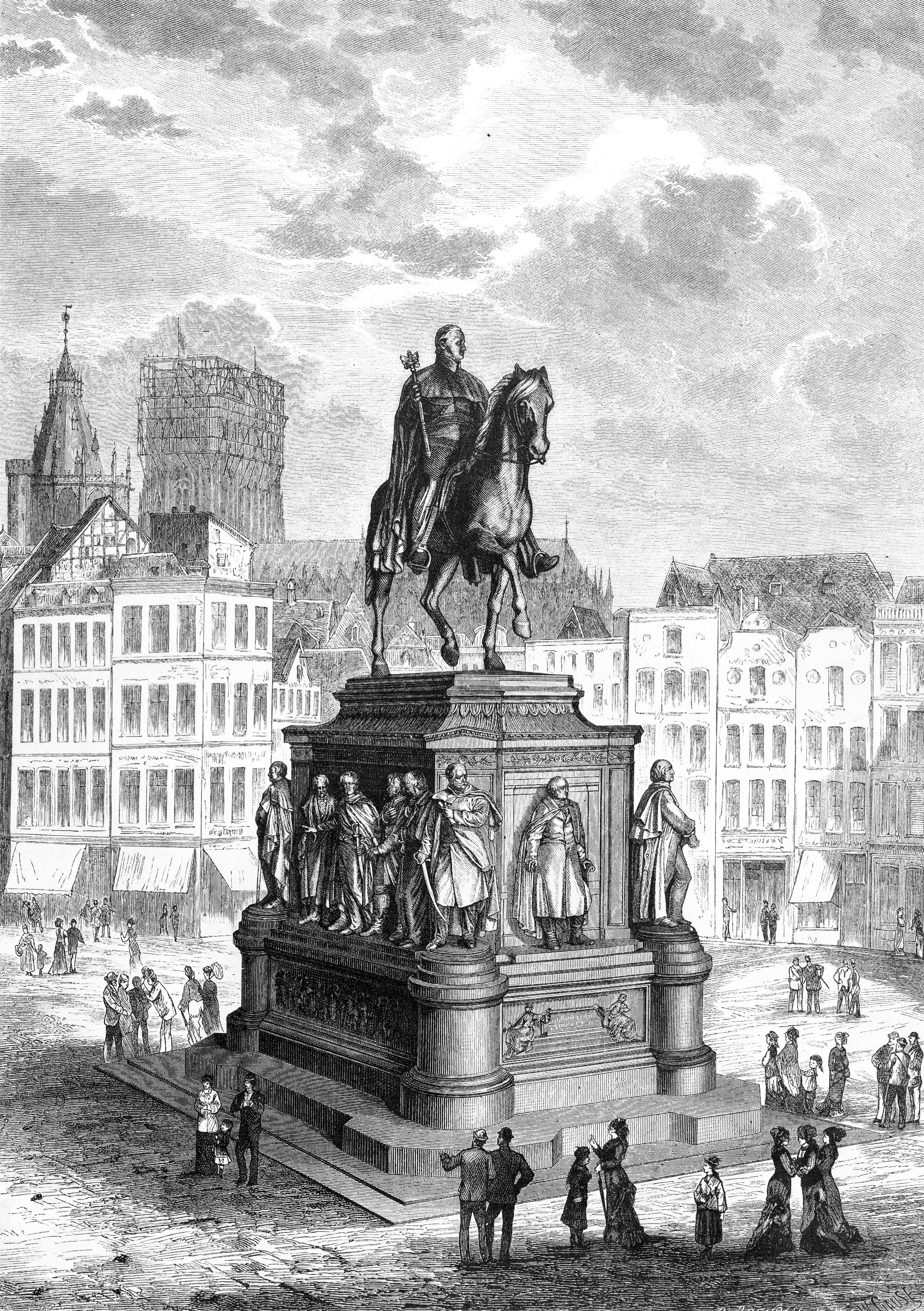
Heumarkt 1869

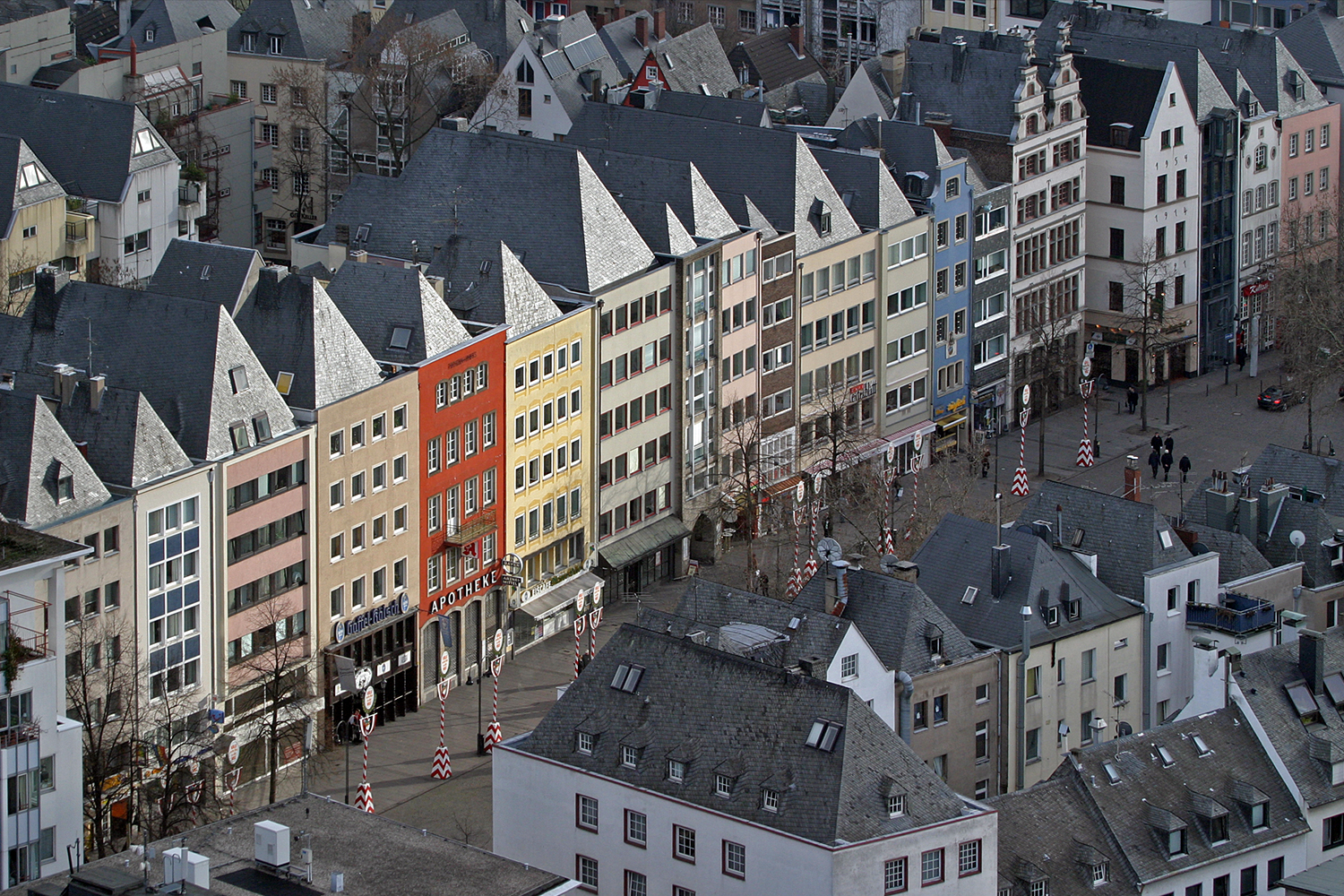
Alter Markt (2005)

Vieles an alter Substanz ging in der mittelalterlichen Rheinvorstadt vorerst nicht durch Kriege, sondern durch verheerende Brände (dies soll auch der Ursprung der Straßenbezeichnung „Auf dem Brand“ sein) verloren. Ab der Neuzeit, als in der Innenstadt langsam Fachwerk und Holzbauten durch massive Steinbauten ersetzt wurden, entstanden viele mehrgeschossige, prächtige Bürgerhäuser, deren Erbauer in der Rheinvorstadt zumeist der wohlhabenden Schicht der Handelsherren angehörten. So entstanden schon zu Beginn der Hanse Kontore, Niederlassungen des Städtebundes sowie große Lagerhäuser.
Verluste alter Baulichkeiten, die auch das Marktviertel in der Franzosenzeit erlitt, betrafen zumeist klösterliche Anlagen. Auch die noch in den Anfängen der preußischen Zeit niedergelegten historischen Bauten waren endgültig verloren. Erst der Zweite Weltkrieg vernichtete die „Historische Rheinvorstadt“ fast vollständig.
Eine Anzahl alter Gebäude blieb erhalten oder wurde, wie die Kirchen des Viertels, liebevoll, aber unter hohem Kostenaufwand restauriert. Namen wie der Bezirk „Unterlan“, oder das Viertel „Auf dem Himmelreich“, einst der Name einer Gaffel, sind heute kaum noch bekannt. Auch die Straßburgergasse, eine bis in das 20. Jahrhundert existierende Straße, die schon im Schrein des Unterbezirks „Saphiri“ erwähnt wurde, ist nicht mehr vorhanden. Der Begriff „Unterlan“, Binger- und Weite Gasse verschwanden. Die Botengasse wurde zur Budengasse und ist so in ihrer ursprünglichen Bedeutung nur noch zu erahnen. Dennoch sind viele der alten Bezeichnungen durch das Engagement Ferdinand Franz Wallrafs erhalten geblieben.